# Alpedrete

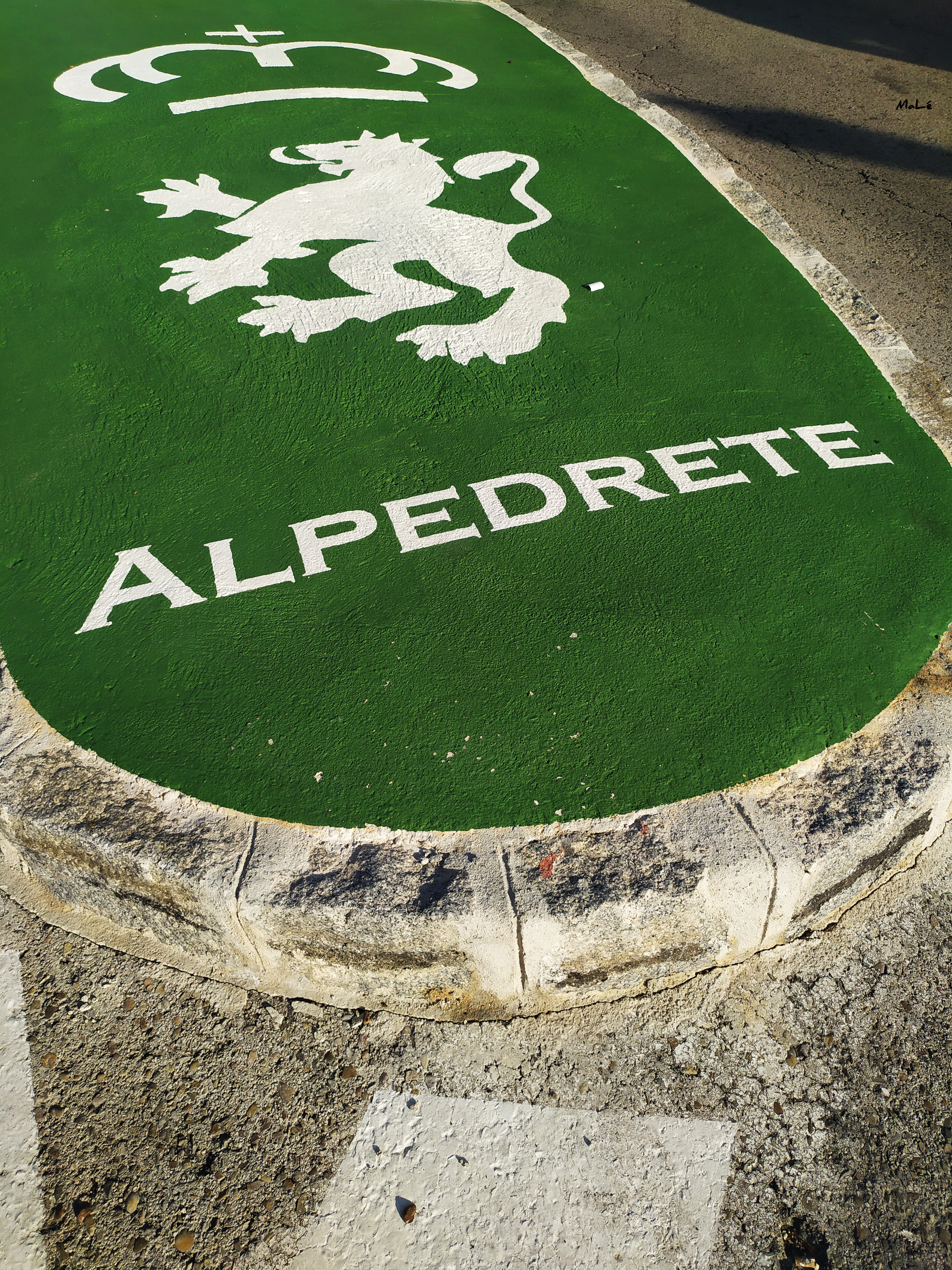
Bonita isleta en el municipio

Alpedrete es un municipio y localidad española de la Comunidad de Madrid. El término municipal tiene una población de 15 543 habitantes (INE 2024). En el pasado tuvo importancia económica la extracción de granito de sus canteras.

## Territorio y medio ambiente

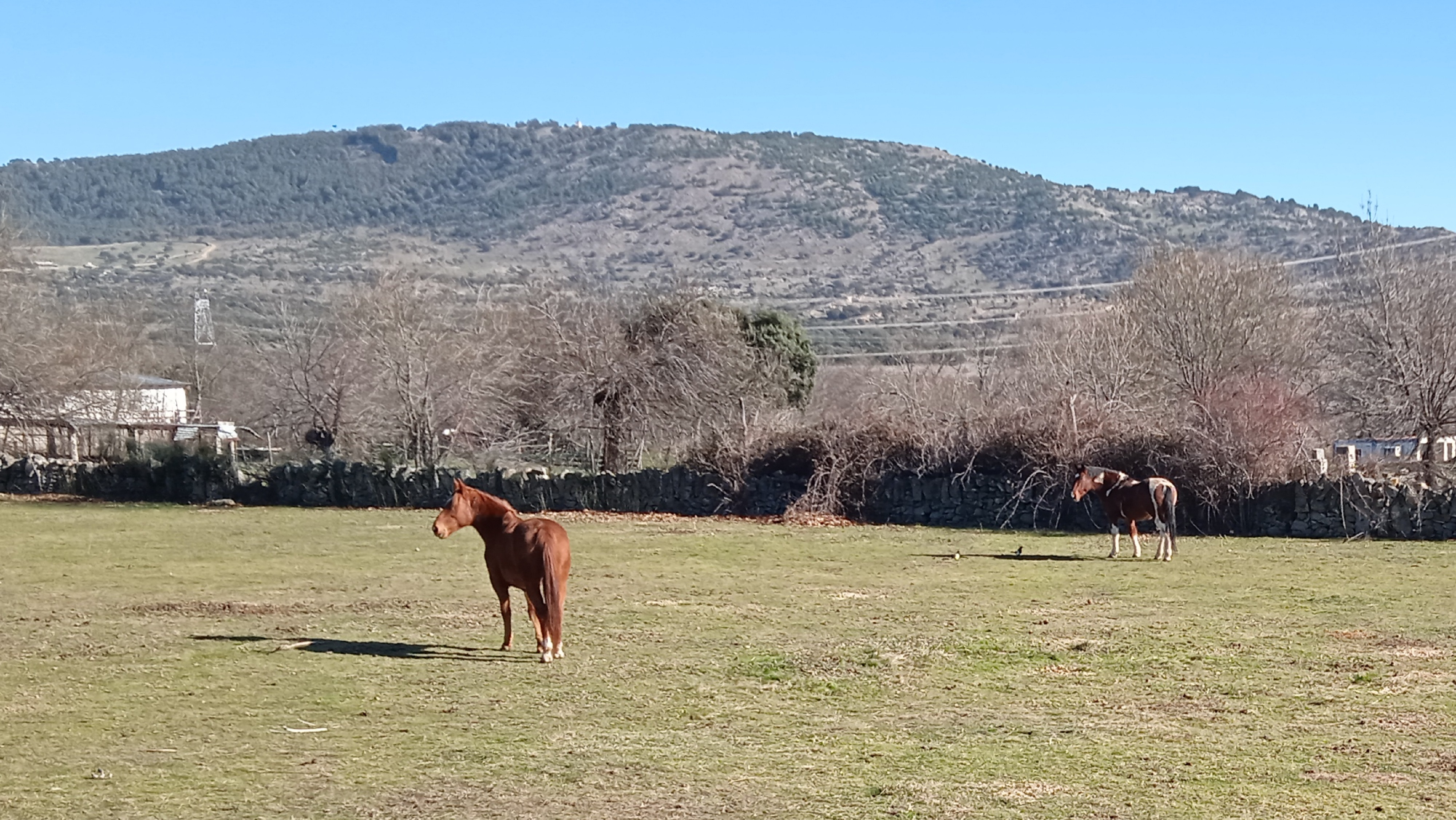
Caballos en un prado de Alpedrete, con el cerro del Telégrafo al fondo

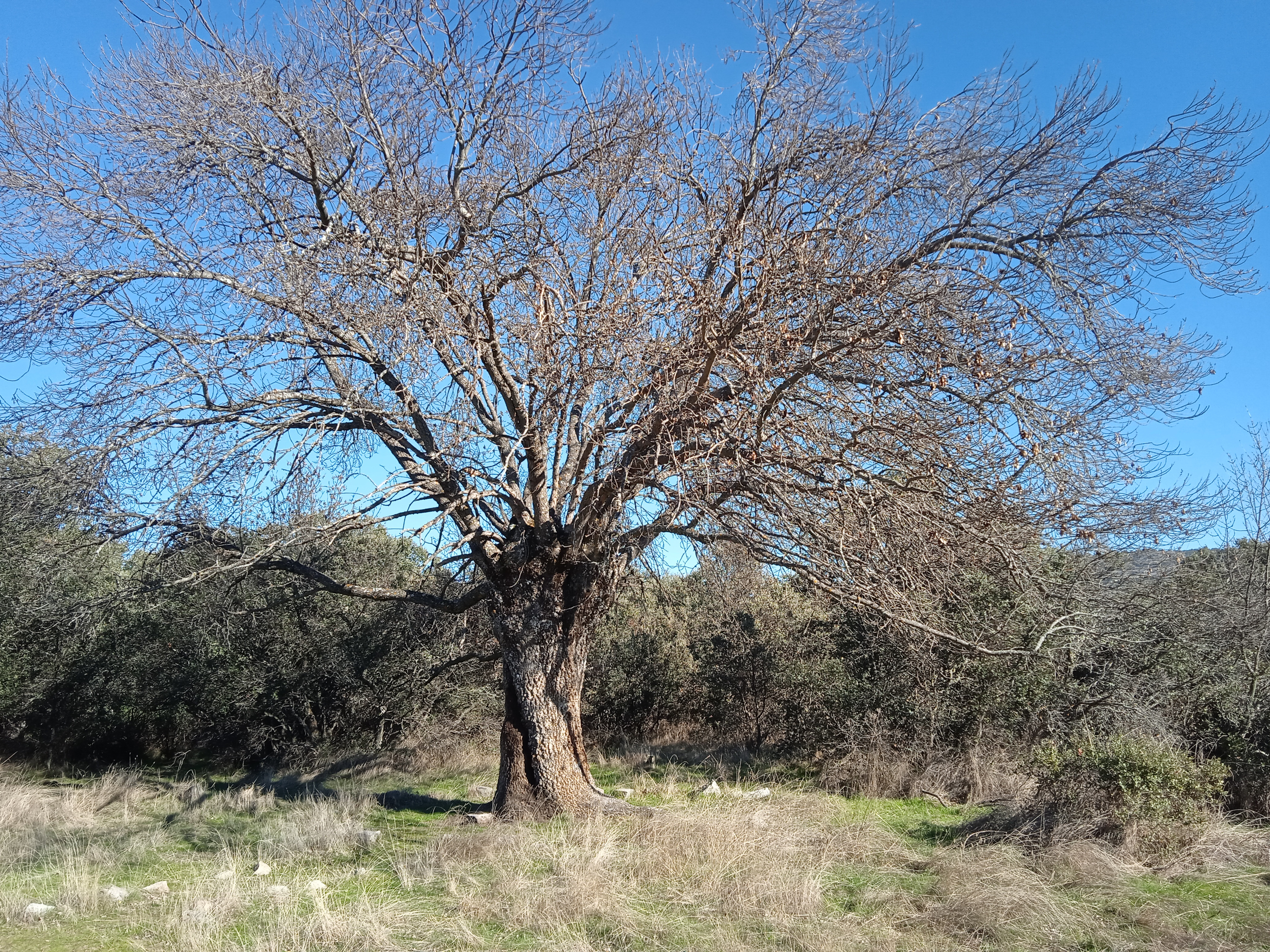
Fresno de las brujas

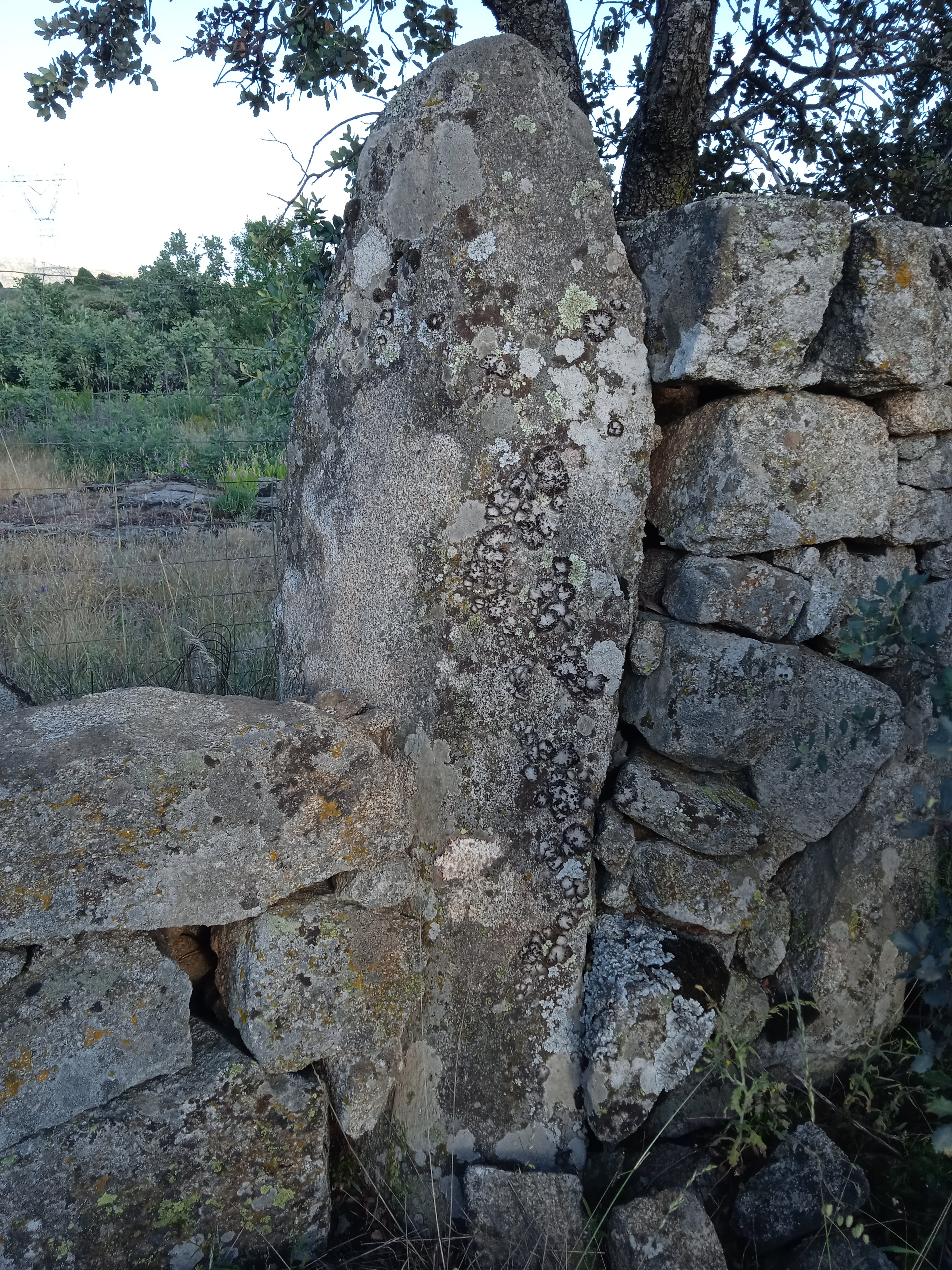
Cercas de Ávila, muestra del trabajo realizado en las cercas de piedra de Alpedrete

Está situado en el noroeste de la Comunidad de Madrid, en el piedemonte de la sierra de Guadarrama, en la margen izquierda del río Guadarrama.  
Su altitud es de 919 m y dista unos 43 km de la ciudad de Madrid. 

### Geografía
Alpedrete forma parte de la llamada Hoya de Villalba y en su parte oriental se halla delimitado por los cerros de Cabeza Mediana, del Telégrafo y del Cañal. 
Se trata de una zona amplia y abierta que conecta la sierra con la cuenca sedimentaria. La vegetación que domina la zona son los encinares, las fresnedas y los matorrales silicícolas, con algunas manchas de robledal. El término municipal es de poca extensión, 12,66 km², y colinda con los de Collado Mediano al norte, Moralzarzal al este, Collado Villalba al sureste y Guadarrama al suroeste El perímetro del término municipal mide 16 km.
Alpedrete se encuentra sobre una placa granítica superficial y en una zona de arcillas, lo que dificulta la percolación del agua y favorece la escorrentía y la formación de zonas de acumulación de agua. Son varios los arroyos que corren por el municipio, destacando los siguientes: de Los Linos, del Soto, de La Pasada, Tablero, del Cañal y de La Poveda. Todos ellos son tributarios del río Guadarrama. En cuanto a las fuentes, también son numerosas: del Olmo, del Cañal, del Álamo, del Tablero, del Tocón, del Caño, de la Bomba, del Cerbunal, de los Gallegos y del Consuelo.
Las canteras de la zona suelen encontrarse inundadas en los meses más lluviosos. También hay algunas charcas intermitentes, como la Charca de la Chopera. Numerosas fuentes y pozos (Pozo Nuevo, Zaburdón, de los Sadías) que en otros tiempos abastecían a vecinos y ganados han acabado desapareciendo o se encuentran muy abandonadas De sus canteras se extrajo granito para construir, entre otros monumentos, el Monasterio de El Escorial, el Palacio Real de Madrid y el Valle de los Caídos. 
El casco antiguo es de poca extensión, y se ha expandido a través de las llamadas «colonias de hoteles» (Colonia del Carmen, Colonia de San José) y  de las numerosas urbanizaciones construidas sobre los antiguos prados, dehesas y fincas que rodeaban el primigenio pueblo: Las Cerquillas, Los Andes, Prado de la Iglesia, El Prado, Cerca de los Pinos, Mataespesa, Los Berrocales, Las Rocas, Las Huertas, Arcilleros, Valdencina, Los Hórreos, Arroyo de Los Sauces, Peña Redondera, Los Llanos, Deviasa y Los Molinos de Alpedrete, entre otras.
El barrio de Los Negrales, construido sobre un antiguo descansadero de las vías pecuarias, es una zona compartida con el vecino municipio de Collado Villalba. Se halla muy cerca de la Cañada Real de Merinas, entre el arroyo de Los Linos y el río Guadarrama y está atravesado por la antigua carretera nacional N-VI.

### Clima

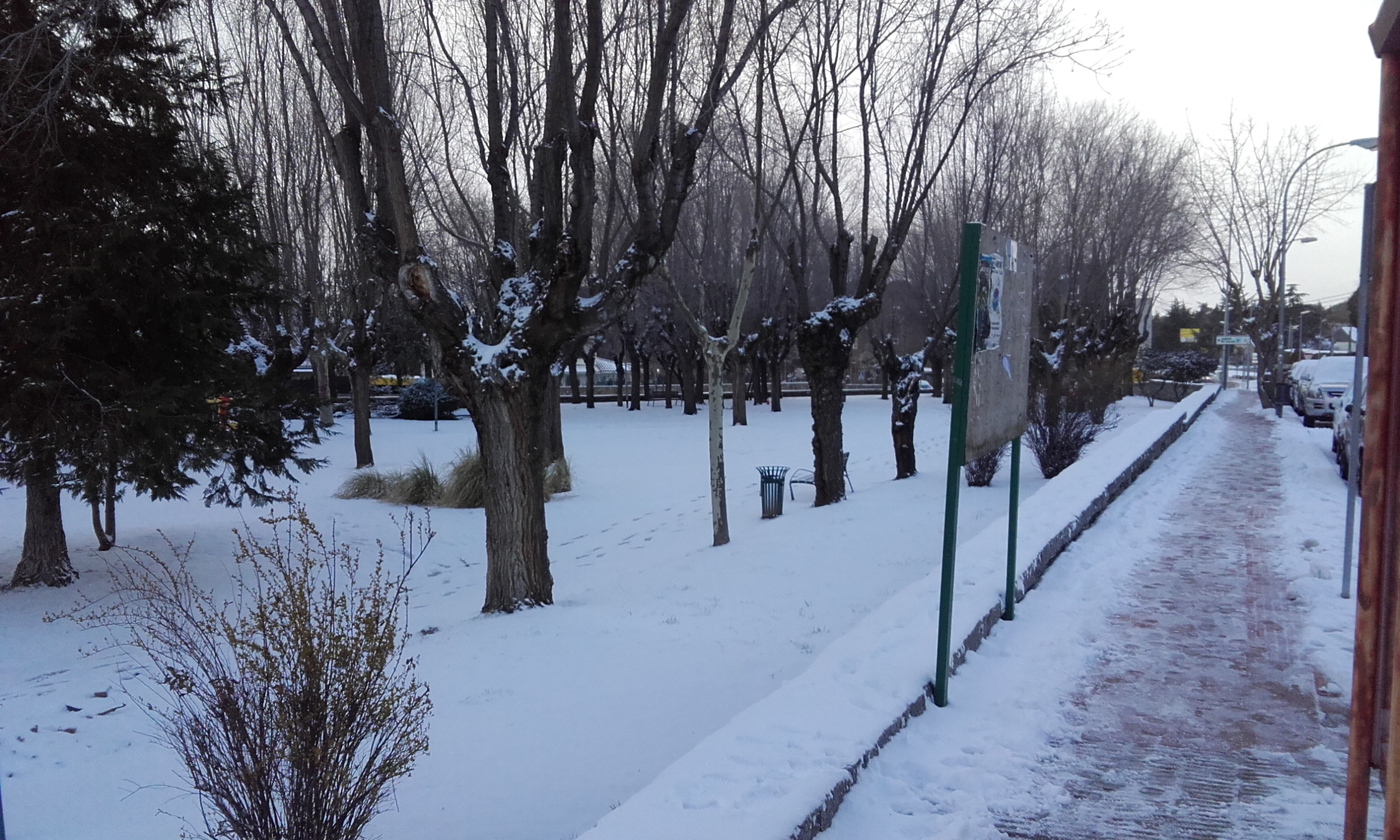
Nevada en Alpedrete

Clima de tipo continental. La temperatura media anual está entre 8 °C y 12 °C, la media mínima del mes más frío está entre -3 °C y 0 °C.
El clima está muy influido por la proximidad de las montañas. Esto conlleva un aumento de las precipitaciones y la aparición de nieve en la época invernal.
Los veranos son frescos, con algunas tormentas, pero con lluvias de poca cantidad, lo que permite la apertura de piscinas. Máximas medias de 21 grados para los meses de julio y agosto.
Los inviernos no son demasiados rigurosos, aunque las temperaturas mínimas medias suelen estar por debajo de cero en los meses más fríos.
Primavera y otoño suelen ser estaciones de tiempo suave, con temperaturas medias máximas de unos 10 grados en mayo y octubre.
Precisamente estos veranos frescos fueron motivo de que muchos habitantes de Madrid capital compraran un terreno en Alpedrete para hacerse una segunda residencia donde refugiarse de los calores estivales de la ciudad. La construcción de “hoteles” en piedra y con cubierta de teja o pizarra configuró las primeras “colonias de veraneantes”, como la Colonia del Carmen o la Colonia de San José. Muchos pueblos serranos cambiaron su fisonomía por esta demanda de casas para veranear:

Pequeñas aldeas como Alpedrete, Colmenarejo, Collado Mediano o Becerril de la Sierra, que vivían pobremente de la explotación de las canteras o del pastoreo de cabras pero que disponían del recurso en apariencia inagotable de un hermoso entorno de prados y dehesas al pie de la sierra, conocieron así por primera vez desde su fundación a finales del siglo xvii, una mejora en las durísimas condiciones de vida de sus habitantes.
Julio Vivas

| Mes                           | Media | Ene  | Feb  | Mar  | Abr  | May  | Jun  | Jul  | Ago  | Sep  | Oct | Nov | Dic  |
| ----------------------------- | ----- | ---- | ---- | ---- | ---- | ---- | ---- | ---- | ---- | ---- | --- | --- | ---- |
| Temperatura máxima media (°C) | 9,8   | 2    | 2,5  | 4,6  | 5,7  | 10,3 | 16,2 | 21,1 | 21,2 | 16,5 | 9,7 | 5,3 | 3,2  |
| Temperatura mínima media (°C) | 2,7   | -3,1 | -2,9 | -1,8 | -0,7 | 2,7  | 7,6  | 11,4 | 11,6 | 8,3  | 3,5 | 0,3 | -1,6 |
| Lluvias (mm)                  | 9,8   | 12   | 11   | 10   | 12   | 9    | 4    | 3    | 7    | 12   | 13  | 12  | 13   |
|                               |       |      |      |      |      |      |      |      |      |      |     |     |      |

### Naturaleza

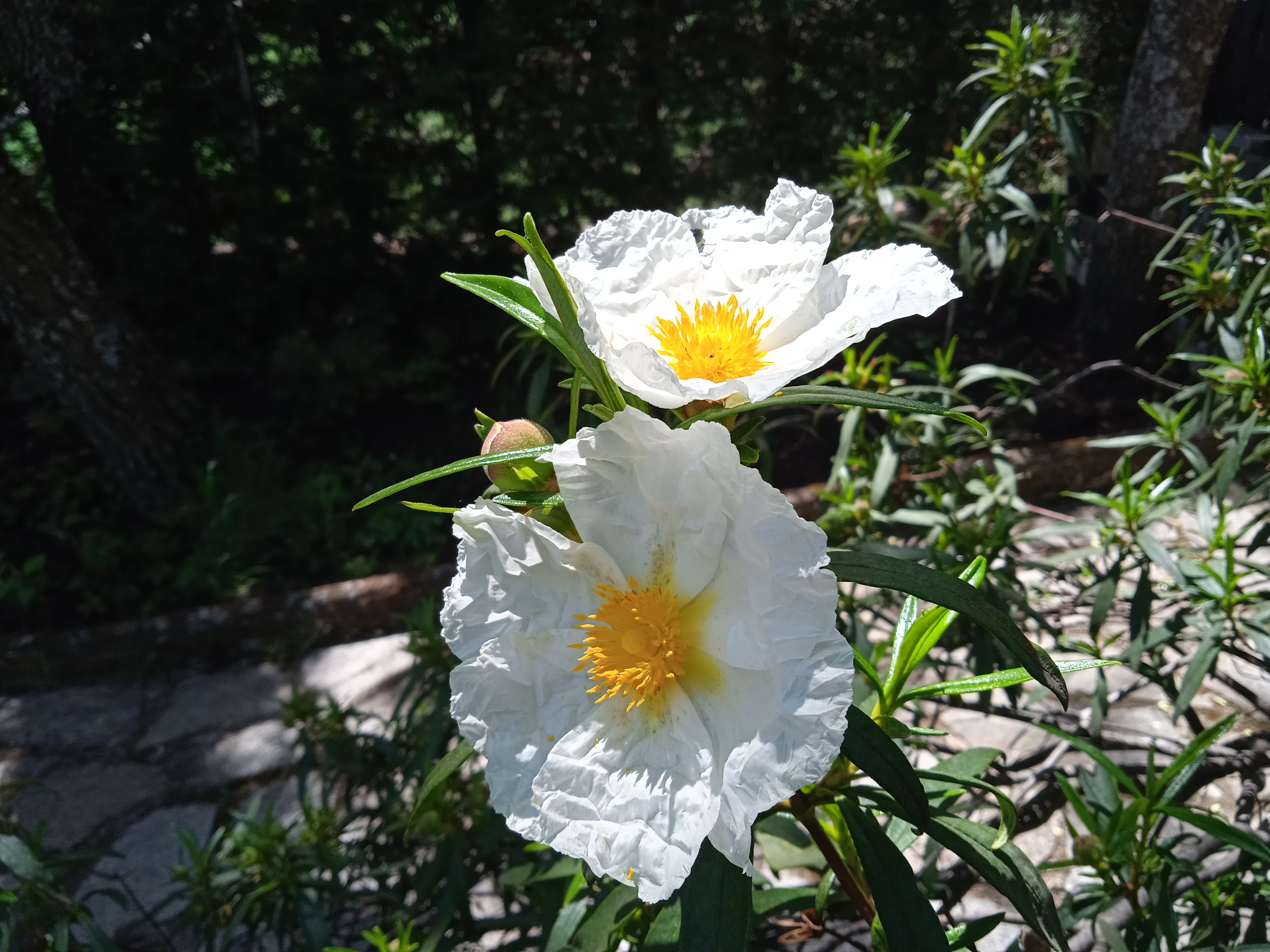
Flores de la jara, muy abundante en la zona de Mataespesa

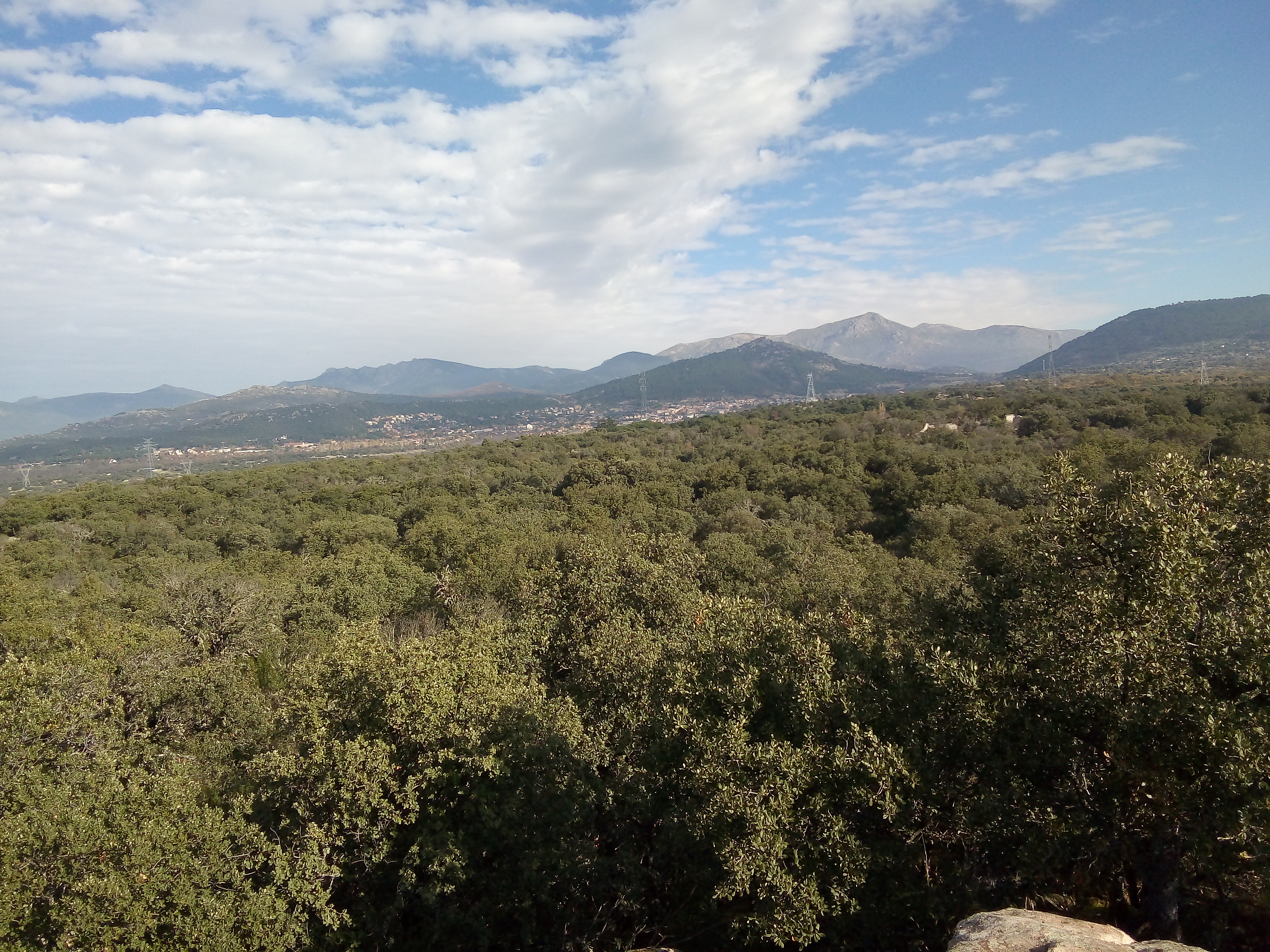
Vista desde el mirador de la Reina. Al fondo, el cerro del Castillo (Collado Mediano) y La Maliciosa

En el municipio de Alpedrete, a pesar de su pequeña extensión, existe una gran variedad de hábitats como dehesas de encinas y fresnos, melojares, matorrales de jaras y enebros, herbazales, zonas montañosas, riberas de arroyos con sauces y canteras con charcas de agua, así como varios parques urbanos. Estas condiciones propician una elevada biodiversidad, como muestra la gran cantidad de especies de flora y fauna presentes. Además de los árboles más frecuentes —encina, roble melojo, enebro de la miera, fresno, sauce—, entre las comunidades arbustivas cabe mencionar la presencia de cantueso, jara pringosa, botonera, torvisco, rusco, retama, endrino, madreselva, rosal silvestre, mejorana, cornicabra y esparraguera. Las herbáceas están representadas en Alpedrete por cerca de 40 especies destacables como gamón, digital, bercea, ranúnculos, gladiolos, cardillo, viborera y gordolobo. Paseando por sus dehesas también pueden apreciarse quitameriendas, siempreviva, peonía, ombligo de Venus, jacinto y boca de dragón.

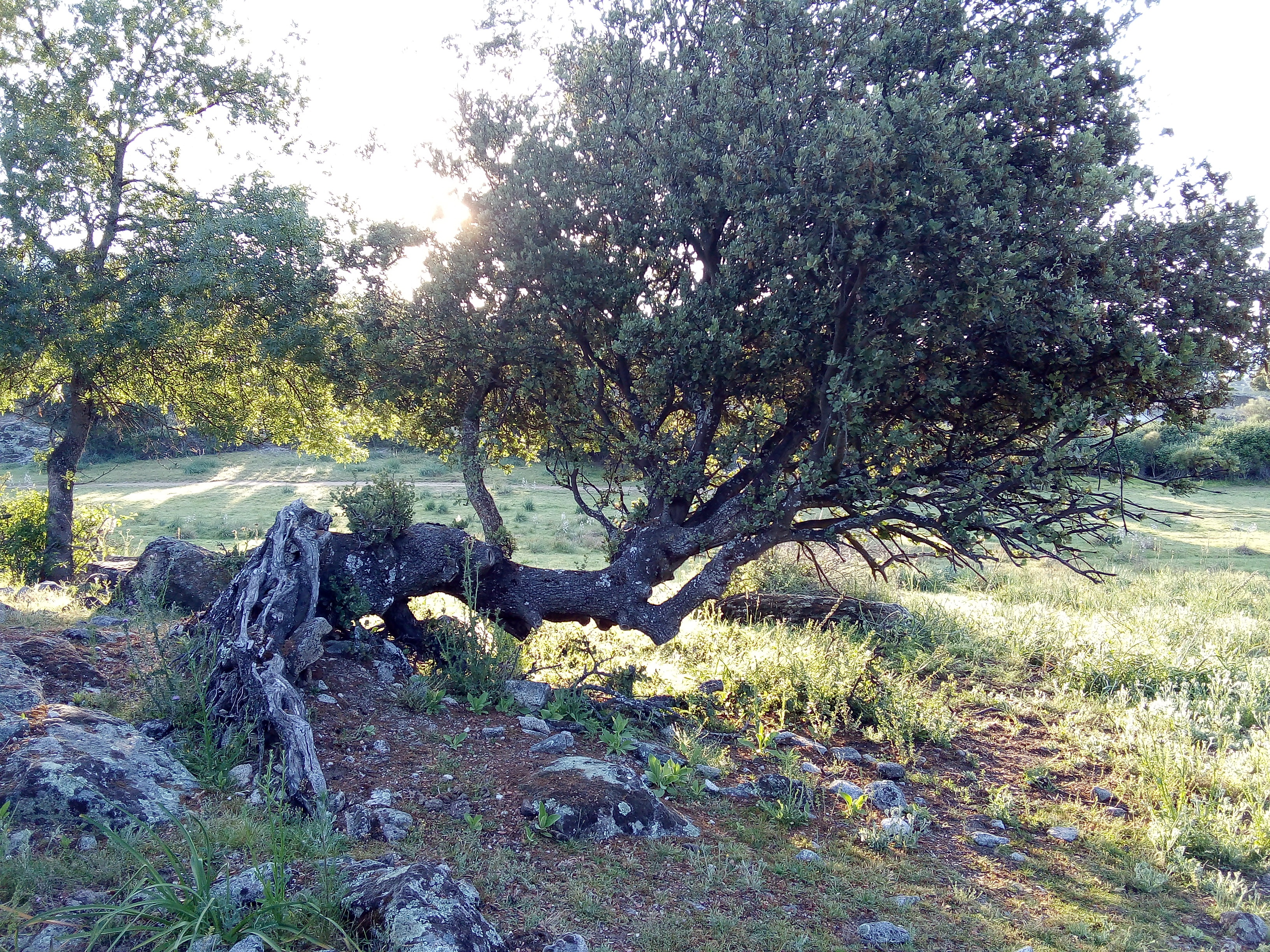
Viejo ejemplar de encina

Los bosques de encina y roble debieron de ser bastante extensos, pero la mayoría fueron eliminados por los aprovechamientos de leña y carbón que los vecinos hicieron. Una cédula real extendida en 1715 por Felipe V da noticia de ello: «Por cuanto por parte de Vos, el Concejo, Justicia y Regimiento de la Villa de Collado Villalba de Alpedrete,...os concedo licencia y facultad para que siendo vuestro propio el referido monte de chaparro... podáis, sin incurrir por ello en pena alguna, cortar y entresacar de él hasta en cantidad de treinta mil arrobas de carbón,...». Se concede licencia, por tanto, para aprovechar cerca de trescientos cincuenta mil kilos de carbón vegetal, calculando un peso medio de 11,5 kilos por arroba.

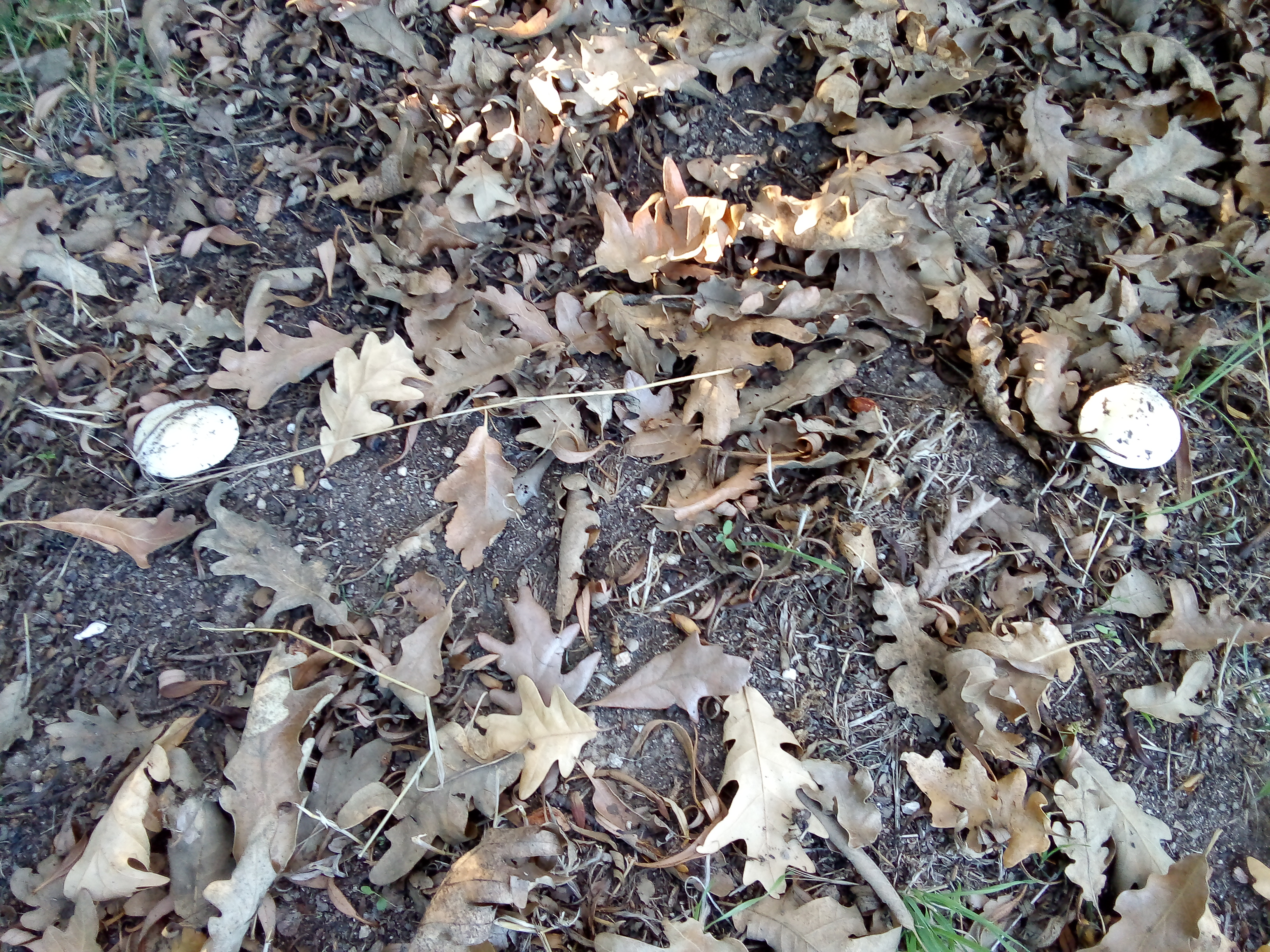
Setas entre las hojas del roble melojo

En cuanto a las setas, las guías recogen la presencia de  numerosas especies, siendo las más conocidas el champiñón, la seta de cardo, la seta de chopo, la senderuela y el níscalo.

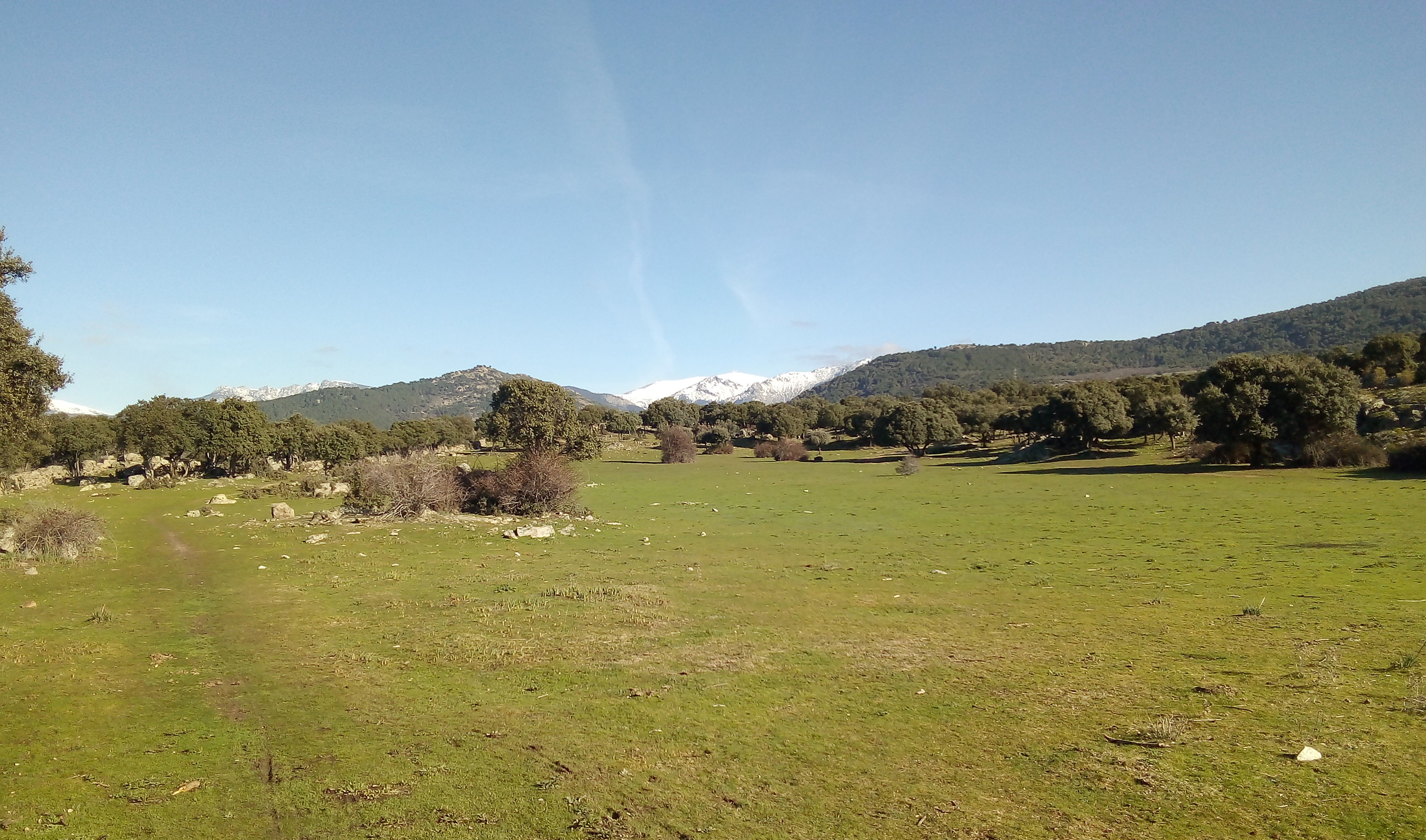
Dehesa de Alpedrete

Es asimismo diversa la población de mamíferos, ya que se ha detectado la presencia de zorro, corzo, jabalí, gato montés, jineta, nutria, garduña, tejón, comadreja, turón, erizo, varias especies de murciélagos y roedores, y una importante cantidad de conejos que sirve de alimento a muchas otras especies.
Entre las aves de Alpedrete destaca una población muy importante de rapaces, sobre todo en el cerro llamado Cabeza Mediana, ya que se ha citado la presencia de las siguientes especies: buitre leonado, buitre negro, águila imperial, águila real, culebrera europea, águila calzada, milano real, milano negro, ratonero común, abejero europeo, azor, gavilán, cernícalo vulgar, búho real, cárabo, mochuelo, autillo y chotacabras cuellirojo. También pueden verse ánades, garzas reales, cigüeñas blancas y palomas como la bravía, la torcaz y la tórtola turca. En sus dehesas y montes pueden observarse también abubillas, rabilargos, el pito real, el pico picapinos y una gran cantidad de córvidos y aves menores como lavanderas, petirrojos, ruiseñores, currucas, carboneros y herrerillos.

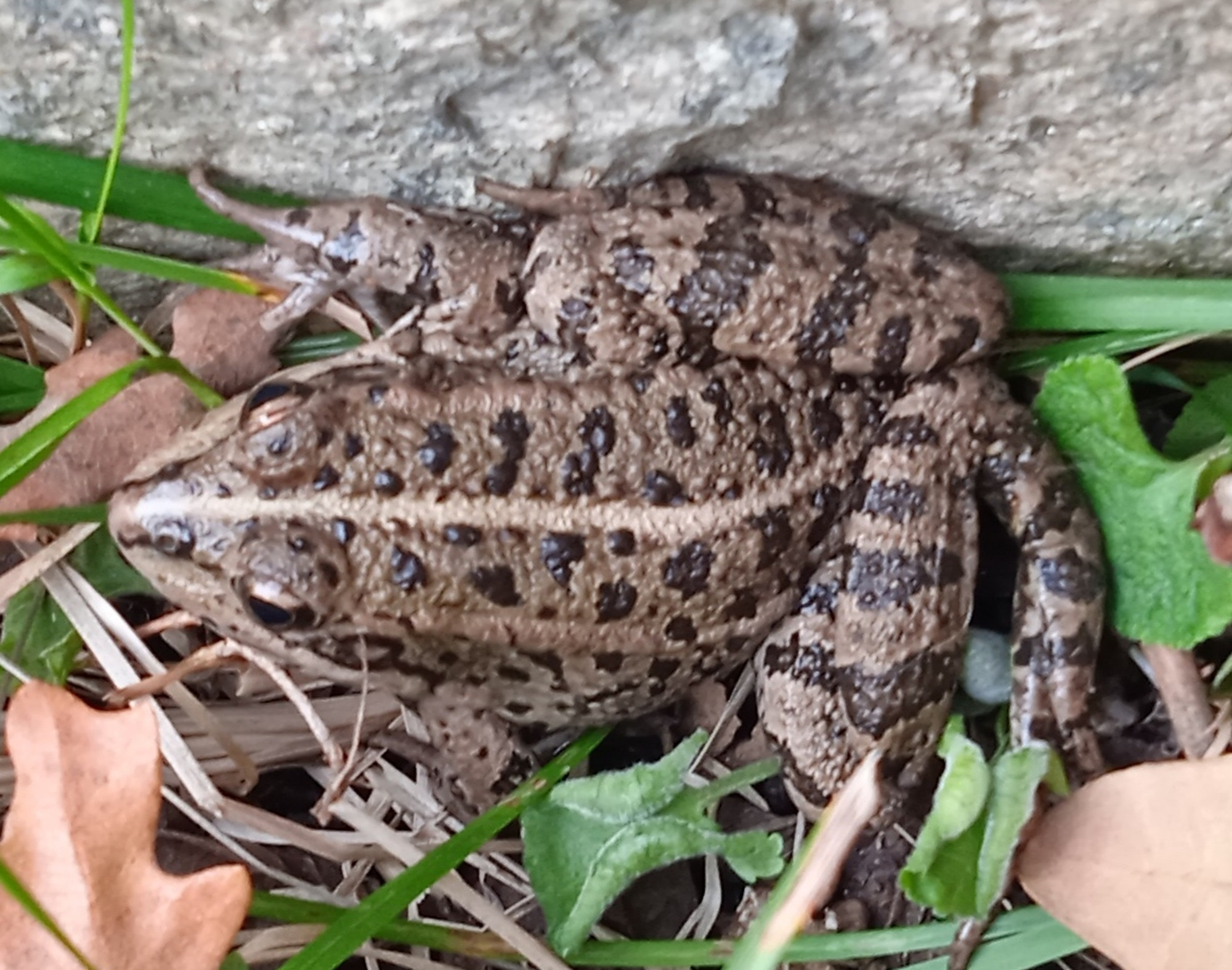
Rana común en un melojar de Alpedrete

Especialmente importante y valiosa es la población de anfibios en Alpedrete, favorecida por la presencia de charcas temporales y canteras abandonadas con aguas permanentes, así como algunos arroyos.  La diversidad de especies detectada en Alpedrete hace que el municipio sea uno de los enclaves con mayor valor herpetológico de la Comunidad de Madrid. En el término municipal pueden encontrarse tres especies de urodelos y siete de anuros, cerca del 60% de las especies de anfibios presentes en la Comunidad de Madrid. Se ha comunicado la presencia de gallipato, tritón ibérico, tritón pigmeo, sapo partero ibérico, sapillo pintojo ibérico, sapo de espuelas, sapo común ibérico, sapo corredor, ranita de san Antonio ibérica y rana común. La población de tritón ibérico se estima que es una de las más orientales de este endemismo ibérico. Y las poblaciones de tritón pigmeo se consideran de las mejores de todo el centro peninsular.

### Agricultura y ganadería

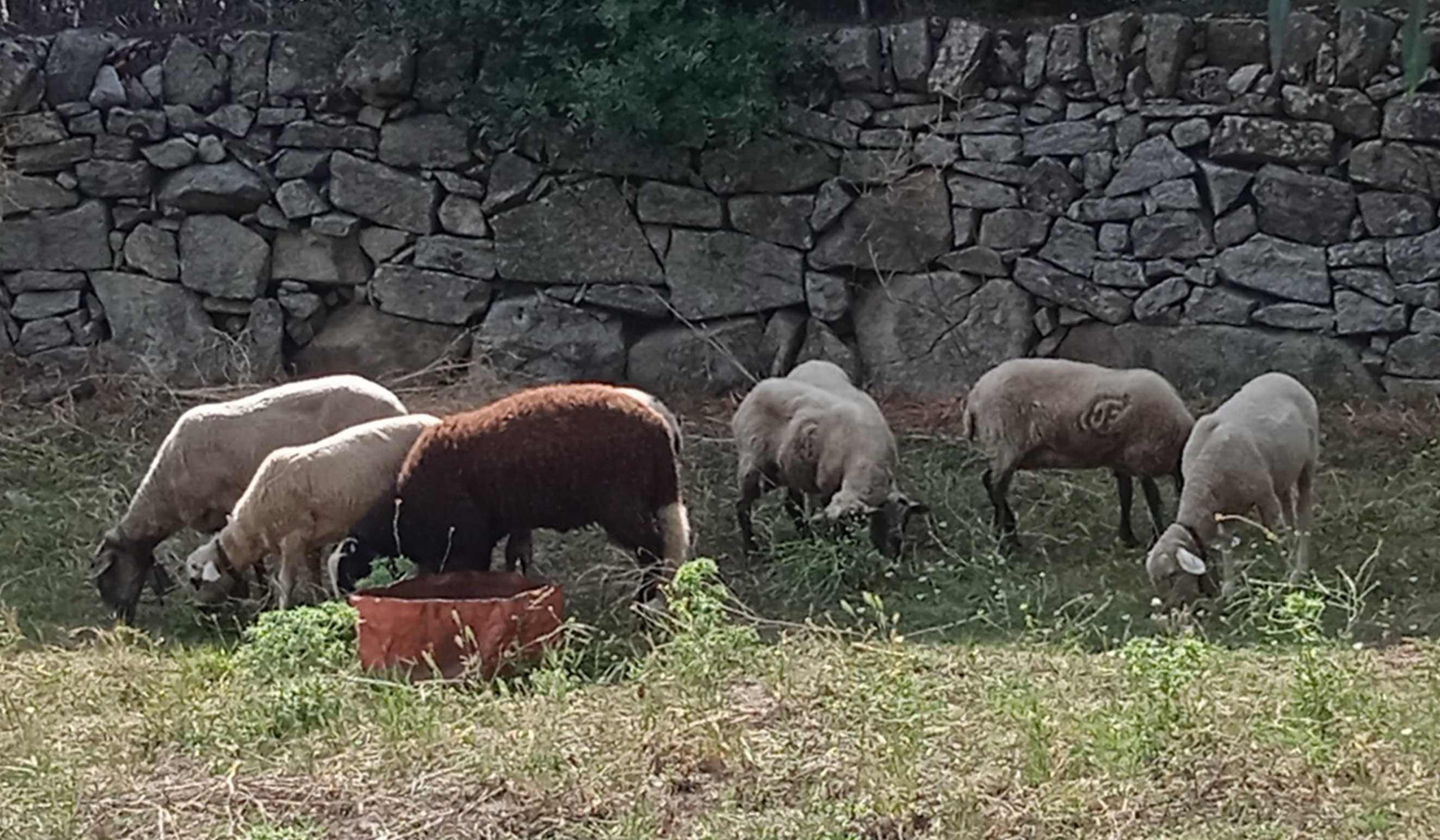
Ovejas pastando en Alpedrete

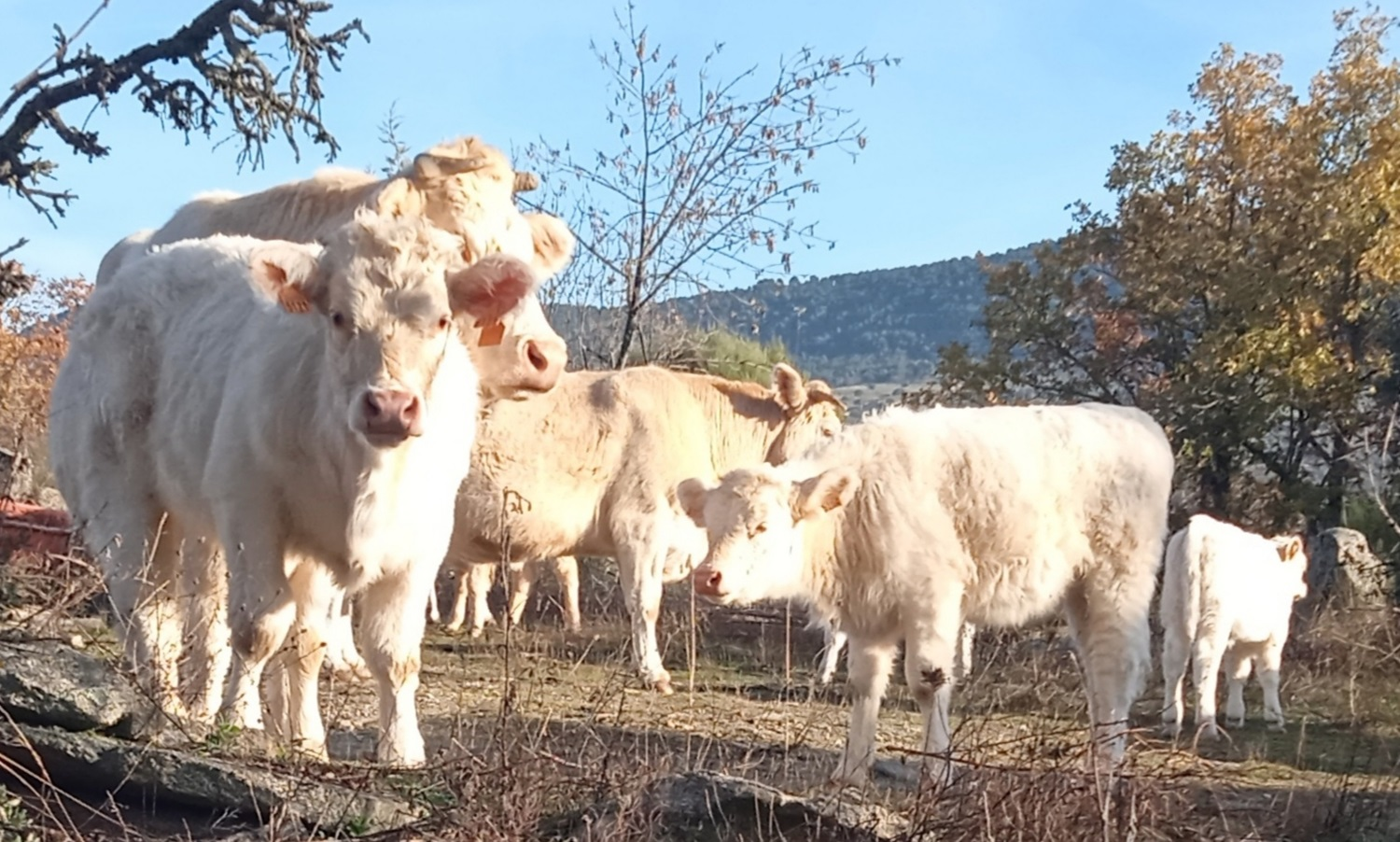
Terneras con sus vacas madres

Hay que citar la presencia de una cabaña ganadera adaptada a este medio natural, básicamente de ganado vacuno para carne, además de algunas ovejas, cabras, caballos y burros: en 2021 sumaba 142 bovinos, 18 caprinos y 11 equinos.
La ganadería de vacuno se realiza en régimen extensivo, pastando las vacas madres en el campo con sus terneros.
En Alpedrete hay numerosas referencias topográficas a las «cercas», fincas o lugares rodeados de muros de piedra: Cerca de Juan López, Cercas de Ávila, Cerca de los Robles, Cerca de los Halcones, Cerca de las Hachas, Cerca de Dimas, Cerca de Bernabé, Cerca de los Molinos, Cerca de los Pinos y Cercas Viejas. Las cercas permitían confinar y guardar de forma segura al ganado en una parcela concreta del terreno.
La agricultura y la ganadería tienen actualmente muy poca importancia en esta localidad, como lo demuestra que el número de titulares de explotaciones agrarias sea de solamente siete personas, y únicamente haya una menor de 45 años. La mayor parte del terreno de estas explotaciones está dedicada a pastos (323,84 ha) y con apenas 0,02 ha de cultivos de herbáceas. Quedan algunos huertos para autoconsumo.

## Historia

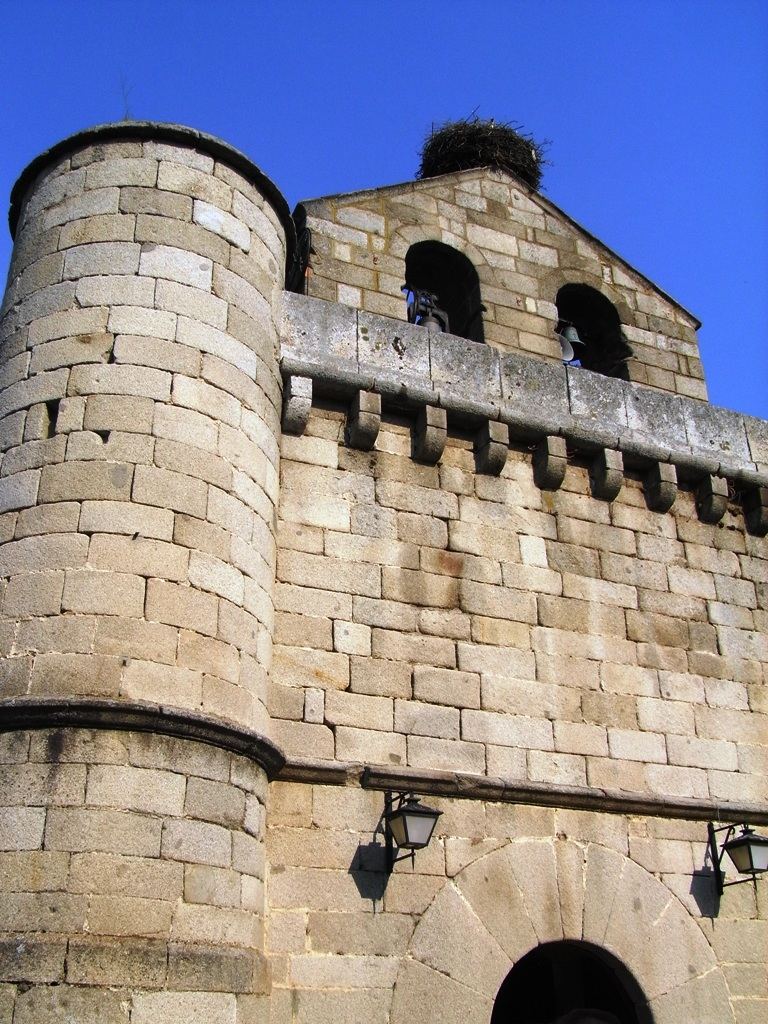
Parroquia de la Asunción de Nuestra Señora, representativa de las iglesias fortificadas de la sierra de Guadarrama

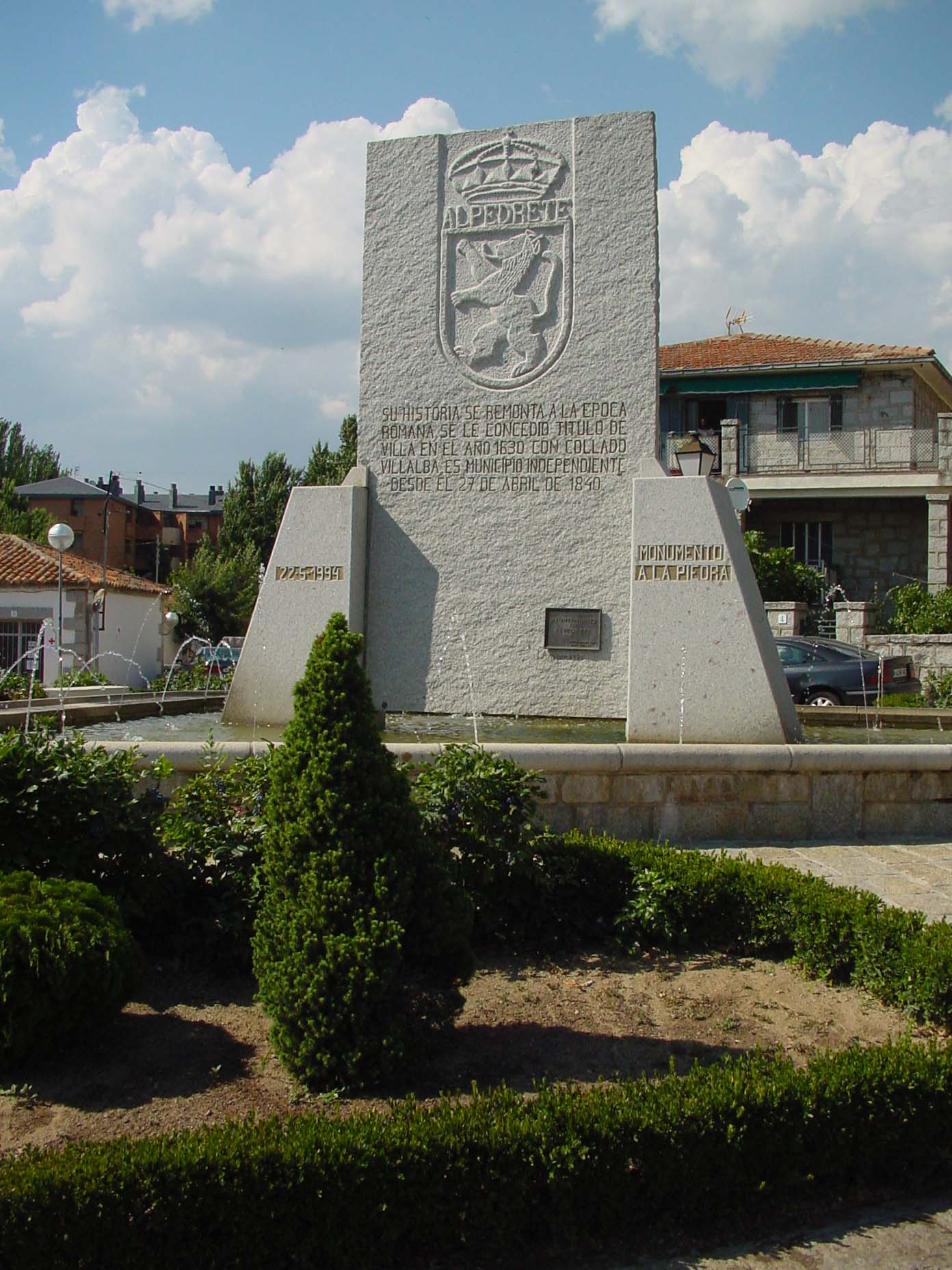
Monumento a la piedra, gran pieza única donada por José Guillen cortada en lancha y tallada cuidadosamente por Isidoro Aragoneses artesano de la cantería

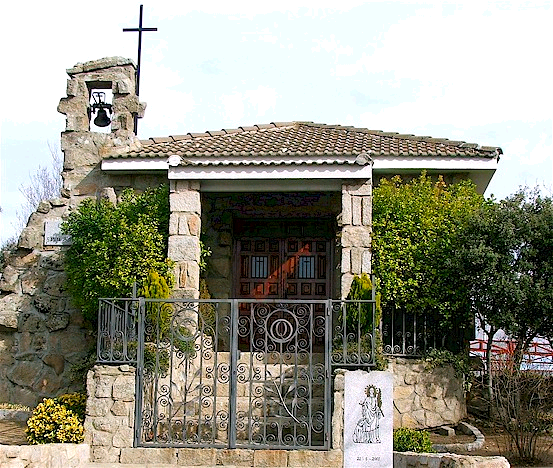
Ermita de Santa Quiteria, patrona de Alpedrete

### Prehistoria
Los primeros asentamientos en tierras de Alpedrete tuvieron lugar hace, aproximadamente, cuatro mil años. Así lo atestiguan los restos megalíticos encontrados en el municipio, pues en 1934 se descubrió un dolmen de estilo corredor en el lugar llamado Entretérminos, así denominado por encontrarse entre los términos municipales de Collado Villalba y Alpedrete. Este dolmen era del tipo llamado corredor y en él se hallaron dos hachas de piedra pulimentada, un cuchillo y una punta de flecha de sílex con pedúnculo y aletas, un pequeño puñal, así como fragmentos de cerámica lisa y decorada.  Estos fragmentos pertenecen la mayoría a un pequeño vaso campaniforme, el cual apareció entero pero fue roto con un golpe de pico al pensarse que dentro habría un tesoro, según testimonio de uno de los excavadores del yacimiento. Hoy del dolmen de Entretérminos solo queda un pequeño hito de piedra que recuerda el lugar donde estaba.
En 1993, en el cerro del Cañal, se encontraron tres menhires megalíticos en el transcurso de los trabajos para la realización de la Carta Arqueológica de la Comunidad de Madrid. Son de origen prehistórico indeterminado y dos de ellos están decorados de forma sencilla con grabados en sección de U. Están realizados con grandes bloques de granito de grano grueso, midiendo el mayor de ellos cerca de metro y medio, de forma oblonga y sección oval. Presentan un tratamiento superficial similar, consistente en un rebaje de las irregularidades por intenso pulido de la superficie frontal, unido en el caso de los dos menhires decorados a un rebaje o labrado lateral que conforma un espacio bien definido sobre el que se desarrolla la decoración. Este tipo de menhires estarían relacionados con espacios asociados a recursos naturales (zonas de pasto) y rutas de tránsito, como pueden ser pasos de montaña o vados. Los tres menhires fueron trasladados al Museo Arqueológico Regional.

### Época romana
También se han encontrado en Alpedrete restos de la época romana pero de estos existen pocas muestras. Quedan algunos vestigios, casi irreconocibles, de parte de una calzada romana entre Guadarrama y Alpedrete, posiblemente conectada con los restos de una posada romana descubierta en el vecino Collado Mediano. Formarían parte de la Calzada romana de la Fuenfría y se encuentran al suroeste de la urbanización Los Berrocales, constituyendo el límite con el término municipal de Guadarrama.
Se conoce la presencia de algunos tramos de una antigua calzada empedrada que asciende desde las proximidades de la localidad de Collado Villalba hacia el paso de la sierra de Guadarrama y cuyo trazado todavía se podía seguir sin dificultad, al menos en un centenar de metros, en los años 90.

### Época árabe
Se dice que, cuando los árabes llegados desde las costas sureñas, se encontraron con la fertilidad de los valles que se abren las estribaciones de Guadarrama, debieron quedar muy asombrados y decidieron fundar una población a la que llamaron por su abundancia en canteras, Al Pedrete. Sin embargo, otros creen que su origen hay que buscarlo más lejos, en tiempo de los romanos, y su nombre primigenio vendría de Ad Petrum. Ambas teorías no son contradictorias desde un punto de vista filológico, porque la geografía española está plagada de localidades cuyo nombre, sin ser árabe de origen (y este nombre no es árabe en absoluto), han sido arabizadas: la duda estaría, pues, en si existió o no una población anterior a la presencia árabe. Sea como sea, hay consenso en la convicción de que el origen de su nombre hace relación a las piedra de sus famosas canteras.
No quedan en Alpedrete restos o vestigios de la época árabe, aunque hay constancia de que aquí se levantó alguna construcción defensiva o almudena, seguramente una torre de vigilancia.

### Disputas entre Segovia y Madrid

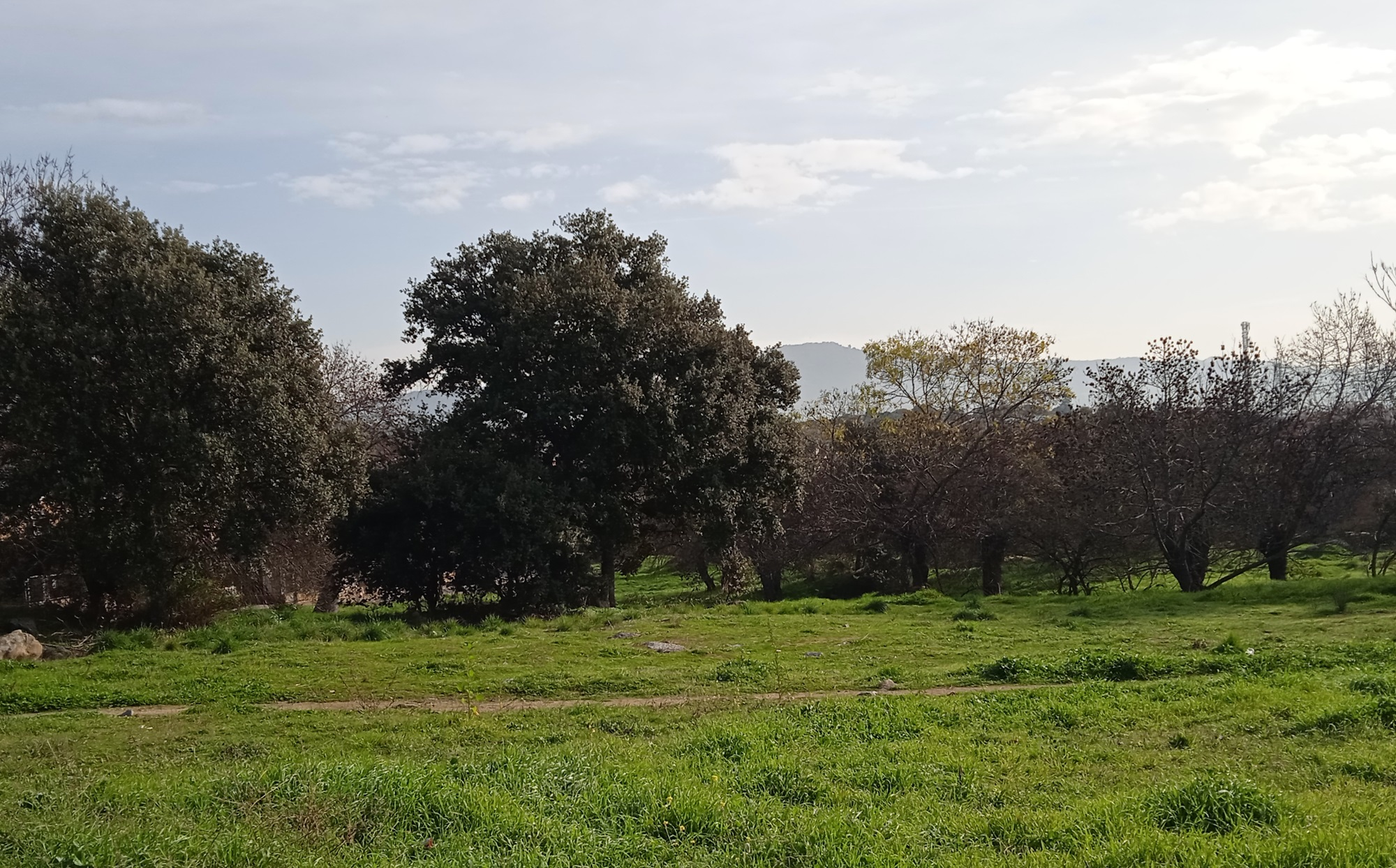
Fresnos y encinas en el casco urbano de Alpedrete

Al igual que otras poblaciones de la sierra de Guadarrama, Alpedrete también sufrió las disputas territoriales entre Madrid y Segovia, debido a que esta última invadió los pastos al sur de la sierra de Guadarrama. Hasta que en 1160, el rey Alfonso VII de León decide que pasen al servicio de los madrileños. A pesar de todo, los enfrentamientos continuaron durante mucho tiempo. La abundancia y riqueza de sus pastos y dehesas, así como el aprovechamiento de la leña, serán la causa principal de estos litigios. Aunque, con toda probabilidad, se daría también el elemento sentimental que los segovianos tenían hacia estas tierras, conquistadas a los sarracenos por ellos.
En 1268 es cuando el rey Alfonso X de Castilla pone bajo su amparo toda esta población, llamándola de allí en adelante: El Real de Manzanares, que comprendía pueblos como Colmenar Viejo, Manzanares el Real, Guadalix, Navacerrada, etcétera. Collado Villalba y Alpedrete componían un solo lugar dependiente de El Real de Manzanares; Alpedrete tenía su alcalde propio, pero dependía concejilmente de Collado Villalba.
Las disputas y pleitos entre Segovia y Madrid por las tierras del Real de Manzanares continuaron durante muchos años. En época del rey castellano Alfonso XI, se dictó en 1325 una sentencia en la cual el nombre de Alpedrete ya ha evolucionado hacia el de “Alpedret", como así figura en la relación de pueblos que contiene el pergamino con la sentencia: «...el Collado de Vilalua, el Alameda, con la fuente del Moral, el Alpedret, el Collado Mediano, Nauacerrada, las Cabezuelas,...»
Alpedrete es nombrado en el Libro de la montería del rey Alfonso XI, apareciendo los topónimos locales de Cabeza Mediana, Cañal de la Osa y Dehesa de Alpedrete, y significado como zona de monterías reales en las que se cazaban osos, jabalíes y venados.
También hubo pleitos entre Madrid y los vecinos del Real, como aparece en esta sentencia de 1388 de un juez sobre el uso de los ejidos comunales y donde ya aparece la denominación de Alpedrete: «...decimos: que nuestra real audiencia, y pleito pendiente: entre la dicha Villa de Madrid: y el concexo: del dicho lugar de  Collado Villalba alpedrete sobre ciertos exidos: del dicho concejo:...»

### Estatus de villa
El rey Felipe IV otorgó en 1630 el título de Villa al lugar de Collado Villalba y Alpedrete a instancias de la duquesa del Infantado, señora de estos lugares:

Por quanto vos, doña Ana Urtado de Mendoza de la Vega y Luna, Duquesa del Infantado, nos hauéis hecho relación que tenéys algunos lugares debajo de la jurisdicción de otros y que por estar desviados padescen muchas descomodidades y molestias por hauer de acudir a la otra audiencia, en cuyo distrito caen, y que uno de ellos es el lugar de Collado Villalba y Alpedrete, que se supone ser sólo un lugar con tres nombres y está sugeto a la Villa del Rel de Manzanares, suplicándonos fuésemos servido de dar al susodicho lugar título de Villa,...

Para señalar que estos lugares habían sido reconocidos como villa, el 24 de junio de 1630 se levantó como símbolo de la autoridad local una picota sobre  «el cerillo que dicen la puerta de Çaurdón; entre dos caminos, que van de dicha villa a las de Cercedilla y Guadarrama». Actualmente existe la calle Zaburdón, que efectivamente está en un alto a la salida del centro del pueblo, y que comunica la actual carretera M-619 que va a Guadarrama con la calle Los Molinos, que continúa por el campo hacia ese pueblo y hacia Cercedilla. Aquí, seguramente, debió situarse dicha picota.

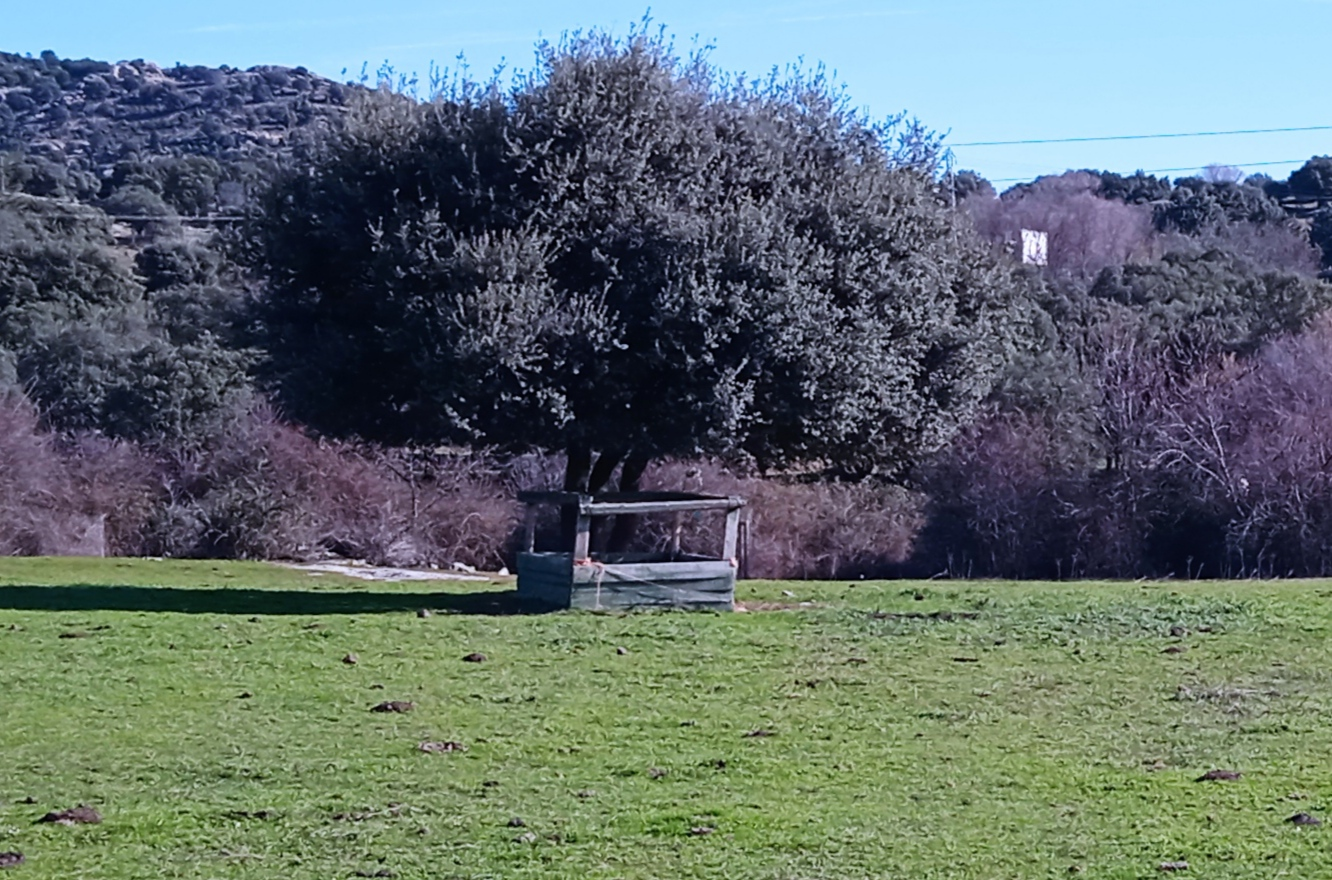
Comedero para el ganado en la Dehesa de Alpedrete

Por tanto, en 1630, se les concede el privilegio de libre elección de mercancías procedentes de la República de Villazgo de los lugares que por entonces pertenecían al Real de Manzanares, entre ellos Collado Villalba y Alpedrete:

En la Villa de Collado-Villalba y Alpedrete, a 4 días de agosto de 1630, se juntaron en concejo público, al son de campana tañida, según que lo tienen de uso y costumbre de se juntar para las cosas tocantes y cumplideras, al bien de la dicha Villa. Yo el escribano doy fe e oí la dicha campana e vi la Justicia y Regimiento de la dicha Villa de Collado-Villalba y Alpedrete, y especialmente el señor Miguel Claros (Juez de Comisión), los propuso lo siguiente...

### Siglos XVII a XX
En las décadas posteriores Alpedrete siguió siendo un pequeño pueblo con sus habitantes de dedicados básicamente al pastoreo y la cantería y de cuya actividad quedan pocos restos. Uno de ellos es el horno situado junto al arroyo del Cañal, que forma un suave montículo redondeado, descubierto y vaciado por furtivos que dejaron los escombros junto a él, compuestos por piedras de granito planas y calcinadas de la cubierta, que pudo ser abovedada. Hay abundantes ladrillos refractarios, tejas y arcilla muy roja, la planta es prácticamente cuadrada y el conjunto tiene unos cien metros cuadrados. Crece abundante vegetación en el interior del horno, lo que impide una apreciación del conjunto y corre riesgo de destrucción.
Durante muchos años Alpedrete será considerado como un barrio de Collado Villalba, hasta que en 1840 consigue su autonomía. Según consta en el libro Testimonio de segregación de Alpedrete de la Villa de Collado-Villalba que existe en el Ayuntamiento, la ceremonia de independencia tuvo lugar el 26 de abril de 1840, a las 8 de la mañana, convocando al pueblo a toque de campana. El acto de ceremonia de independencia municipal fue solemne. En este se procedió a la lectura del decreto, a la entrega de la vara de mando al nuevo y primer alcalde de Alpedrete —Basilio Montalvo—, así como a los concejales Esteban Sadia, Mamerto Leiro y Pedro Gómez. Se escenificaron actos simbólicos de posesión, como los de cerrar y abrir las puertas y expulsar a los presentes del Ayuntamiento, pasearse y jurar sus cargos. El acto concluyó con el canto del Te Deum, acompañado de órgano, en la iglesia parroquial. Se procedió finalmente a celebrarlo:

Después de haberse dado Posesión en la forma señalada en los documentos anteriores, se procede a efectuar la correspondiente "visita de tienda, carnecería, mesón y taberna" del nuevo Ayunt° en el pueblo de Alpedrete, que es efectuada por el Juez Comisionado acompañado del Alcalde, Regidores, Procurador, Síndico y Alguacil, así como de las demás personas asistentes.

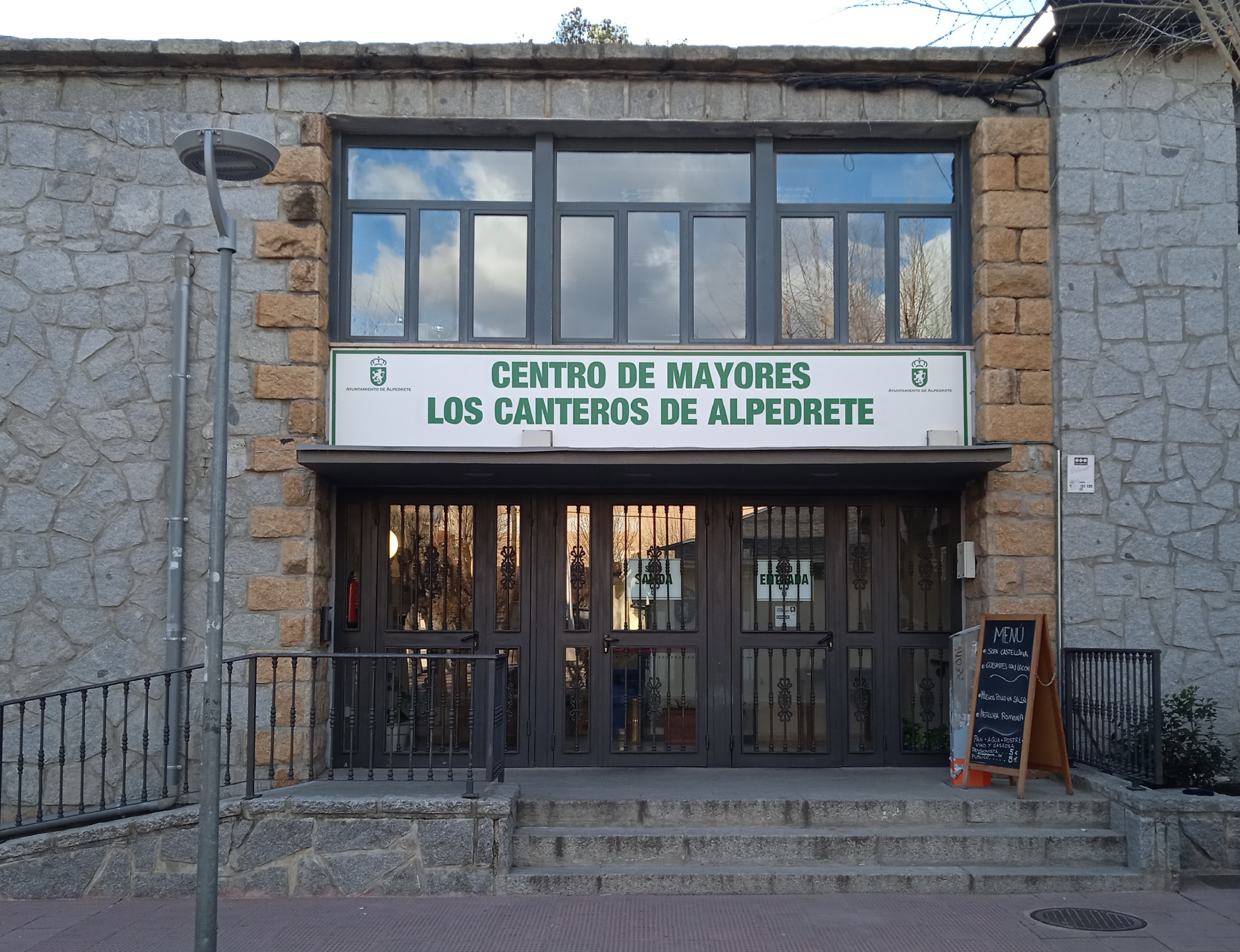
Centro de mayores Los Canteros, antiguo cine Pozuela, situado en el parque de la Constitución

A mediados del siglo XIX, el lugar, por entonces con ayuntamiento propio, contaba con una población censada de 168 habitantes. La localidad aparece descrita en el segundo volumen del Diccionario geográfico-estadístico-histórico de España y sus posesiones de Ultramar de Pascual Madoz de la siguiente manera:

ALPEDRETE: v. con ayunt. de la prov., adm. de rent. aud. terr. y c. g. de Madrid (7 leg.), part. jud. de Colmenar Viejo (4), dióc. de Toledo (12): sit. al principio de la sierra de Guadarrama, en donde la baten los aires N. y O., por cuya razón es en todo tiempo de clima frio y propenso á tercianas, aunque no con mucho esceso: tiene 40 casas, en cuyo número se cuenta un palacio perteneciente al señor conde de Adanero, bastante arruinado; la consistorial, cárcel, pósito y escuela, á la que asisten 25 niños de ambos sexos; el maestro percibe 4 rs. diarios, casa y leña, pagados de los fondos públicos: para el consumo de los vec. hay una fuente de agua muy delgada y poco manantial, por cuya razón, para suplir la falta de aguas, se sirven de algunos charcos: la igl. parr., dedicada á Ntra. Sra. de la Paz, es matriz de la de Collado-Villalba, y de las dos ventas llamadas de Martin, dist. 300 pasos entre si, y 1/8 leg. de este anejo, camino del cual y á 400 pasos de la v. se halla también la ermita de Sta. Quiteria: confina el térm. con los de Moralzarzal, Guadarrama, Escorial, Collado-Villalba, y Collado-Mediano, en la estension de 1/4 á 1/2 leg., y comprende la venta de Juan Lázaro (1/4 leg.) al lado del camino real que baja desde Guadarrama á la Corte, y mucho monte bajo de chaparro, enebro y jara: el terreno es arenoso, cubierto en su mayor parte de grandes canteras de piedra sillería, de inferior calidad, y de secano: cruzan el térm. las carreteras que dirigen á Castilla la Vieja, quedando el pueblo á 1/8 leg. y como en el centro de ellas: el correo se recibe de Guadarrama por medio de balijero: prod.: centeno: se mantiene algun ganado vacuno, menos lanar, y pocas cabras; y se cria bastante caza menor, aunque no tanta como era de esperar, atendida la naturaleza del pais, sin duda por lo muy perseguida que se halla por los cazadores y por los animales dañinos: ind., se ejercitan los naturales con frecuencia en la saca de piedra sillar de que abunda el terreno, y su conduccion á la Corte: pobl., 35 vec.: 168 alm.: cap. prod., 1.352,540 rs.: imp., 44,257: contr., oficiales, segun el cálculo general de la prov., el 11 p.00: su presupuesto municipal se cubre con el fondo de propios y arbitrios. El nombre propio de este pueblo es El Pedrete; pero el uso general ha adulterado la pronunciacion, y es conocido ademas en todos los documentos oficiales con el que acaba de dársele.
(Madoz, 1845, pp. 194-195)

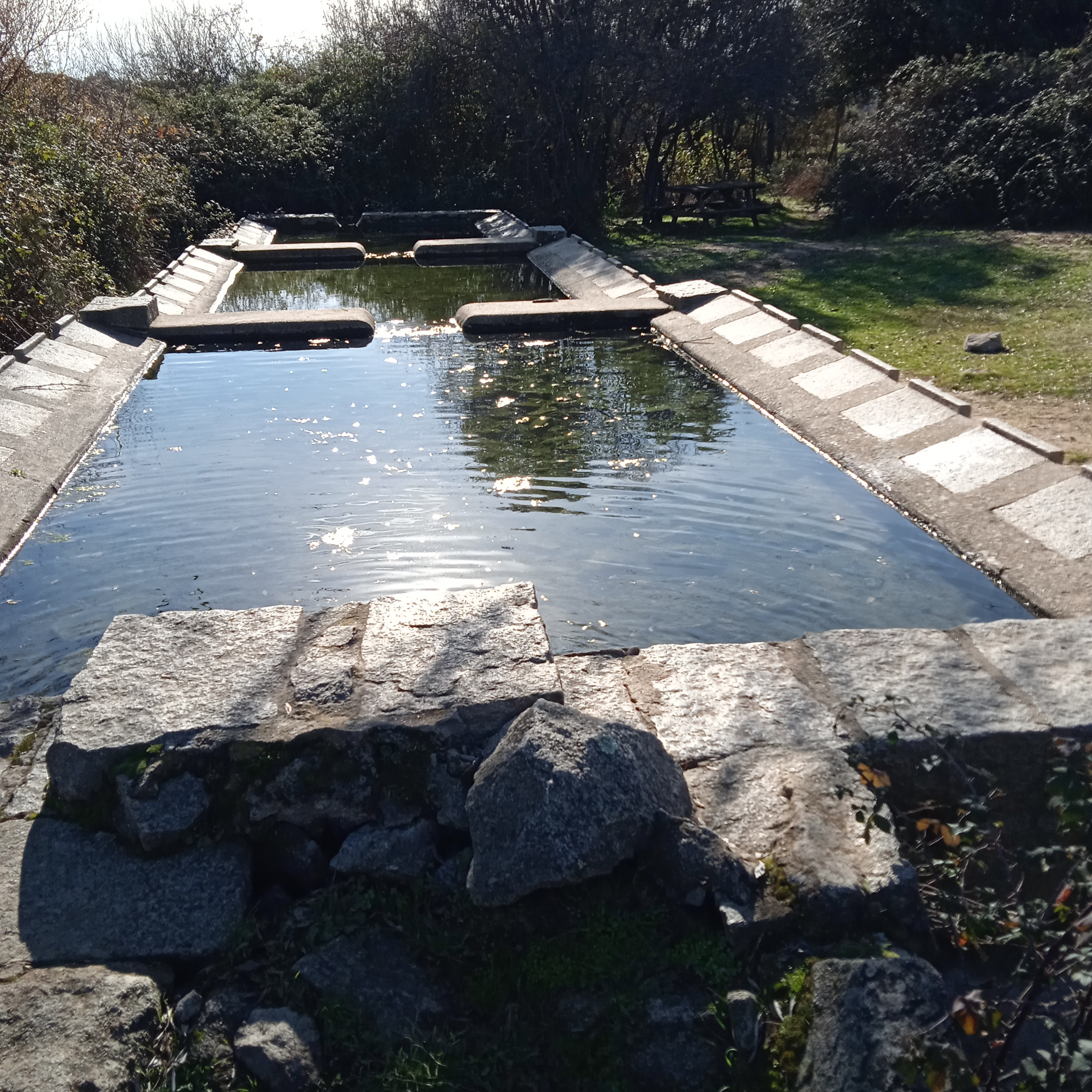
Lavadero de la Dehesa de Alpedrete

Durante la guerra civil española, Alpedrete fue lugar de retaguardia del frente establecido por el ejército republicano en la sierra de Guadarrama. En septiembre de 1936 fue asesinado el Vocal de la Junta Central de Acción Católica, José María de la Torre de Rodas, cuyo cadáver se encontró en la carretera de Alpedrete.La iglesia parroquial y algunas casas fueron saqueadas durante la guerra, y al terminar esta, varios vecinos de Alpedrete, donde existía una importante agrupación de la UGT y el PSOE, fueron juzgados en consejo de guerra e internados en diversas prisiones. Otros marcharon al exilio en Francia. Se conoce al menos el nombre de un vecino de Alpedrete fusilado por las tropas franquistas: Eduardo Iglesias Rodríguez, fusilado el 1 de junio de 1940 en el cementerio del Este de Madrid. Era mecánico y tenía 27 años cuando fue fusilado. Otro vecino de Alpedrete, Valentín Barroso de Antonio, está considerado como víctima española del nazismo, pues fue deportado al campo de concentración de Gusen, en Austria, donde murió el 11 de diciembre de 1941. Cuando murió en el campo de concentración, Valentín tenía 37 años.
Presenta interés etnográfico el lavadero público situado en la dehesa municipal. Se construyó en el año 1950 y su coste ascendió a 15 010 ptas. Es de planta rectangular, de unos 20 m de longitud y 4 m de anchura. Cuenta con tres pilas de granito recubiertas de cemento y situadas a desigual altura para un mejor aprovechamiento del agua, pues los rebajes en sus pretiles permiten la circulación del agua. Una conducción cubierta de sillarejos lleva el agua desde el arroyo del Tablero hasta el lavadero. El lavadero se usaba fundamentalmente en verano, cuando las pozas del pueblo se quedaban sin agua. Quedó en desuso a finales de la década de los 70 y actualmente ha sido restaurado y se usa como zona recreativa.
Las actividades de la población se vieron reflejadas en el desarrollo urbanístico, con manzanas irregulares formadas por construcciones rurales y dependencias agropecuarias. Con el paso del tiempo también se edificaron viviendas urbano-rurales y, desde la segunda mitad del siglo XX, segundas residencias. Este hecho, unido al desarrollo turístico del municipio, provocó el incremento del sector servicios para atender a los visitantes que acuden a disfrutar de todas las bondades que ofrece Alpedrete. De hecho, el municipio fue uno de los primeros de la sierra de Guadarrama en los que se establecieron colonias de veraneantes, como Los Negrales, El Carmen, Los Berrocales y Mataespesa. Destaca su cuidada tradición del respeto por la piedra: multitud de casas antiguas y obligación de colocar esta en las fachadas de sus nuevos edificios.

## Cantería

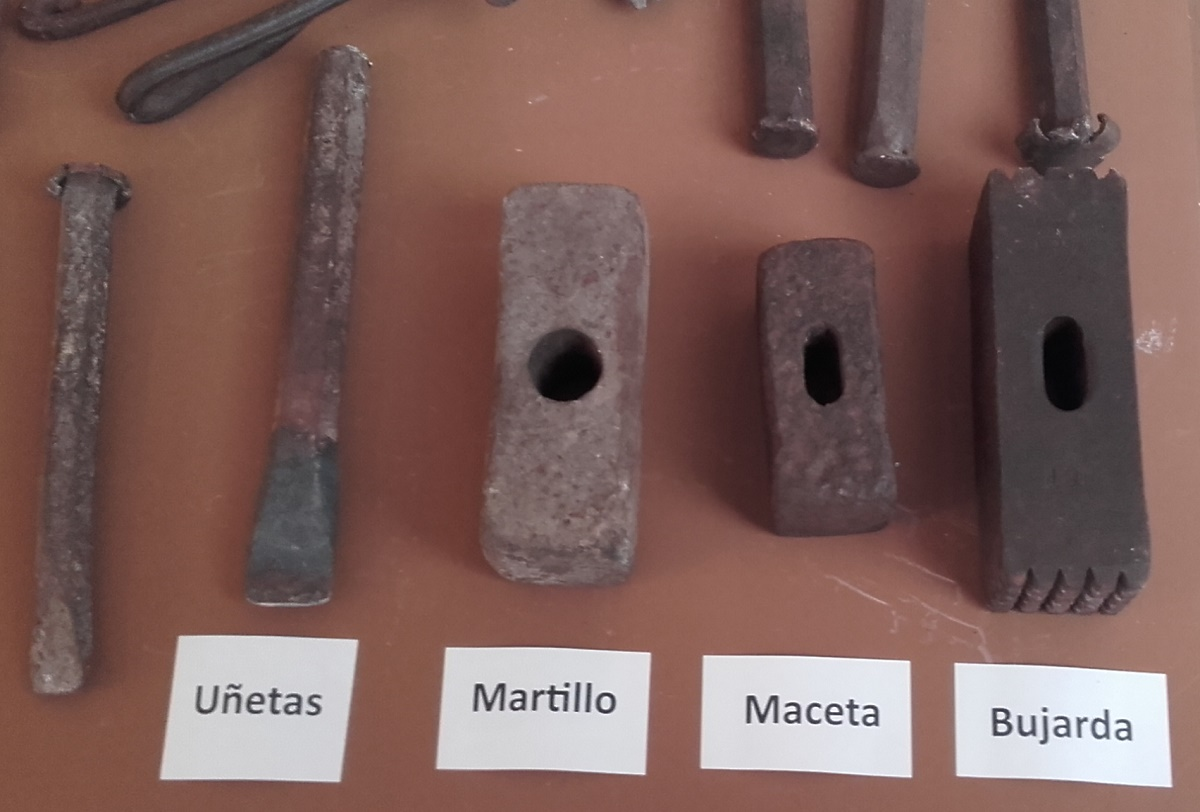
Herramientas de cantería

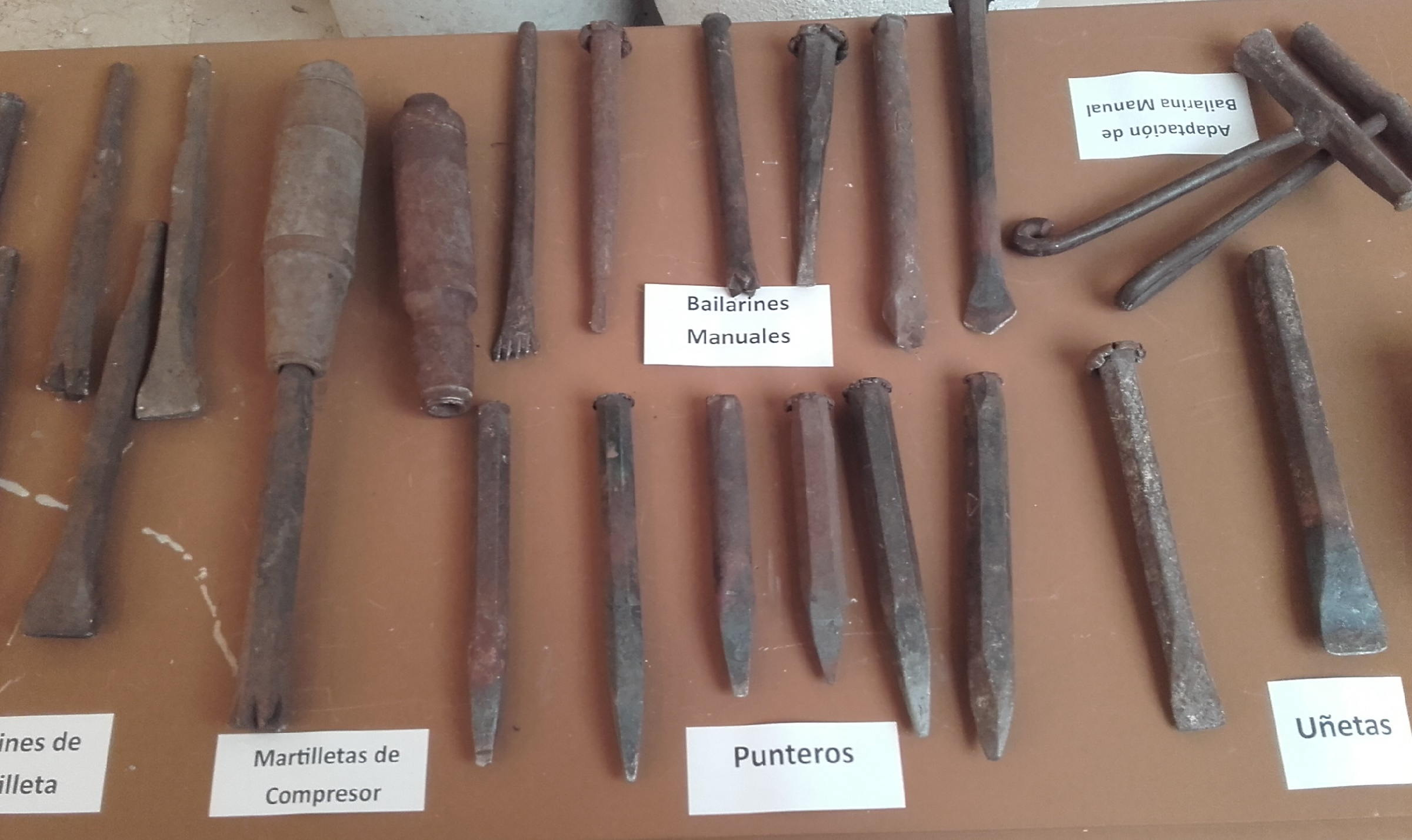
Herramientas de cantería

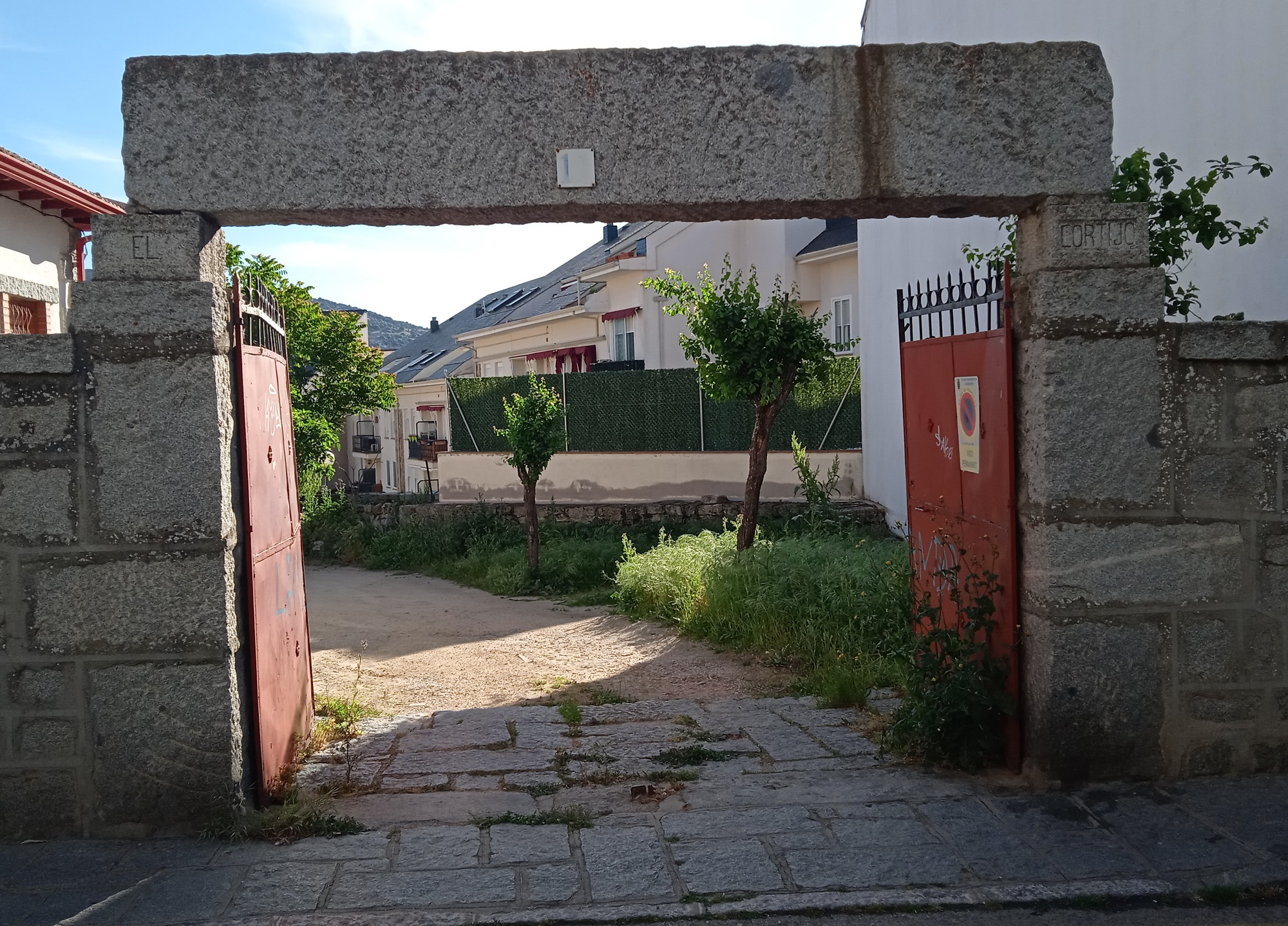
Dintel de granito en una casa de la calle Santa Quiteria

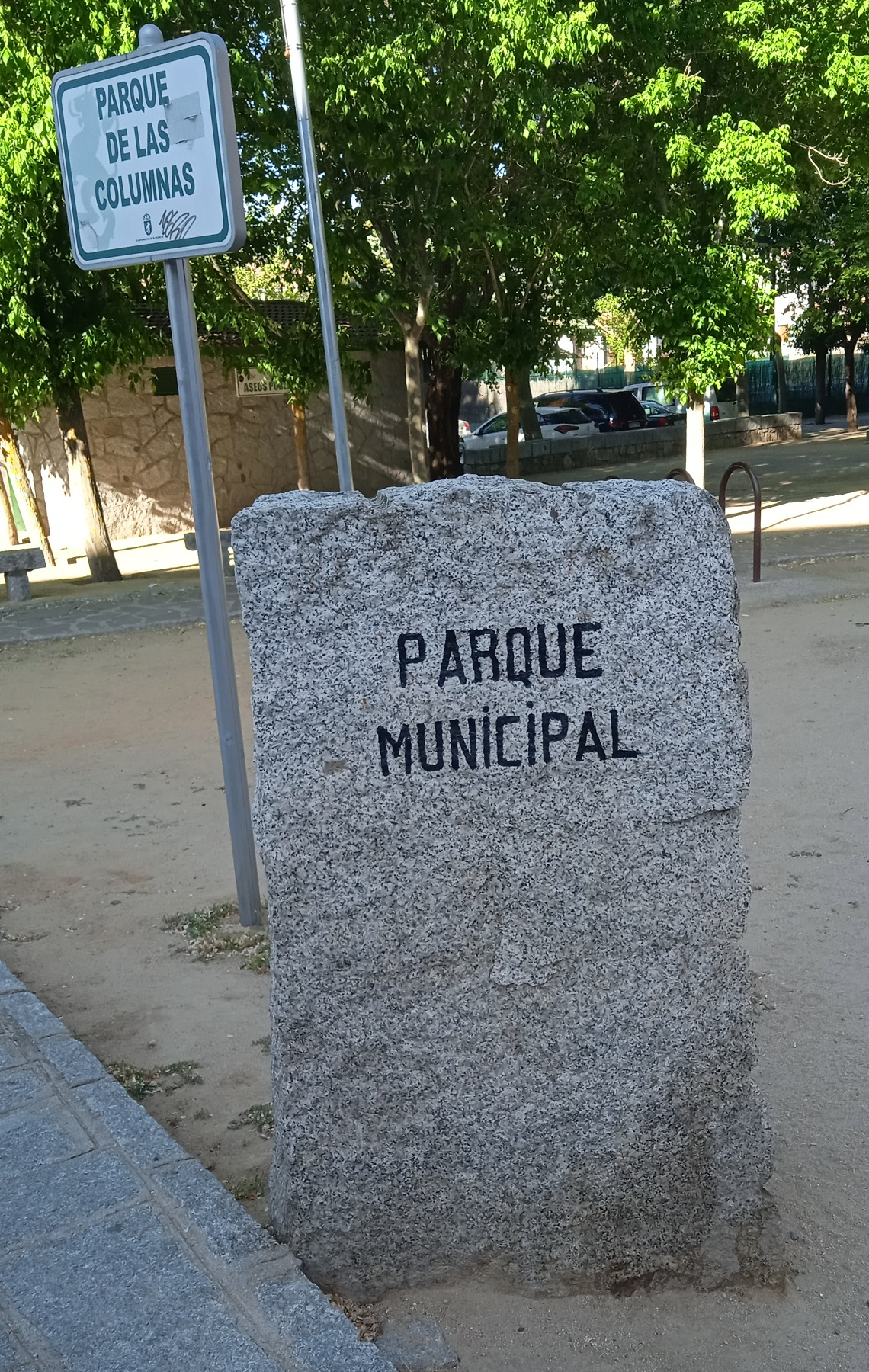
Señalización antigua y moderna en el parque de las Columnas

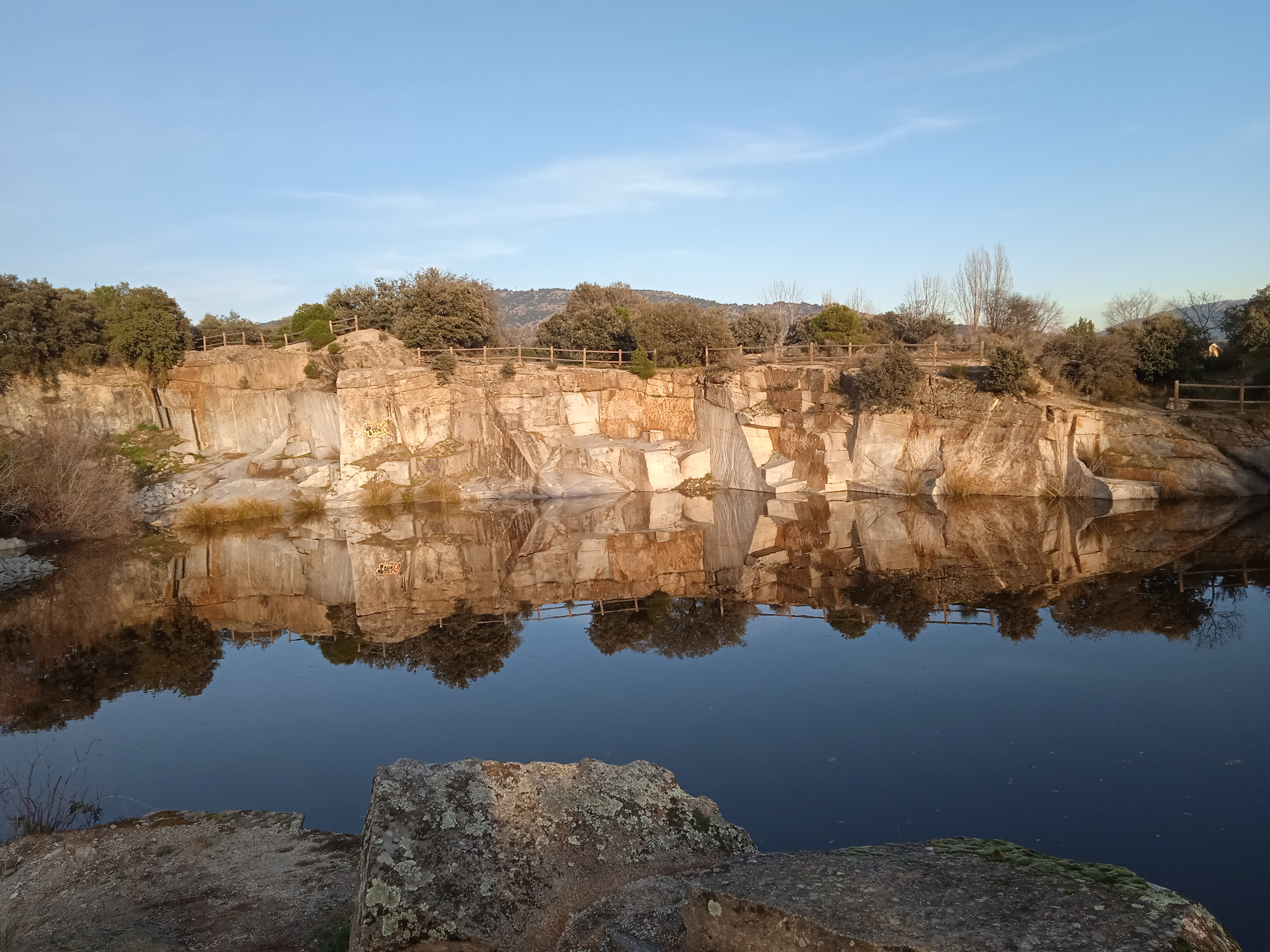
Cantera de Arcilleros

La cantería es una de las actividades que más peso tuvo en la economía de Alpedrete durante muchas décadas. Se estima que muchas de las familias asentadas en Alpedrete para trabajar la cantería eran de origen gallego y la primera referencia aparece en una partida de defunción de 1729 conservada en la parroquia de esta localidad:

Enterré en ella a Andrés Varela, mozo soltero, de exercicio cantero, hijo de Andrés Varela y Catalina de los Santos, natural de la feligresía de Santa Eulalia, del Obispado de Mondoñedo, en Galicia,... no hizo testamento porque no tenía deque, y la poca ropa y instrumentos del oficio se vendieron para pagar algo de las muchas deudas que tenía».[1] También en la partida de defunción de Juan de Plaza, residente en esta villa y natural de Torrelodones, que fallece en 1752, aparecen datos sobre el oficio de cantero, pues su albacea testamentario declara «tener herramientas de su oficio de Cantero y trabajadas algunas losas.

Otros de los primeros canteros de los que se tiene referencia son Alonso Prieto, Alberto Leiro y Juan de Montalvo, citados en el Libro de Segregación de 1761, aunque se estima que esta actividad se llevaba desarrollando mucho tiempo, gracias a la existencia de abundante granito de gran calidad en esta zona de la sierra de Guadarrama. 
El nombre del municipio se piensa que hace referencia a esta abundancia de piedra, y se citan como antecedentes del nombre actual los de Ad Petrum para la época romana y Al Pedret para la musulmana.
El granito que se extrae en estas canteras es básicamente de dos tipos: piedra berroqueña de la dehesa, de tono azulado, y piedra rubia o dorada del cerro del Cañal, llamada «cañariega». Ambos granitos son de grano fino y por ello muy apreciados en la construcción de edificios (sillares, dinteles, losas y dovelas) y calles (bordillos, baldosas y adoquines). Este granito aparece en afloramientos superficiales, lo que permite un fácil aprovechamiento del mismo. 
En las primeras décadas del siglo XX, la historia cantera de Alpedrete se caracterizó por la fabricación de adoquines de microgranito para pavimentar calles de Madrid (como el paseo de San Vicente o la calle Eloy Gonzalo) y firmes de carreteras. En esta época también se sacaba piedra berroqueña para sillería, usada en la construcción del antiguo Ministerio de Marina y como dintel del Palacio de Justicia de Las Salesas, también en Madrid.

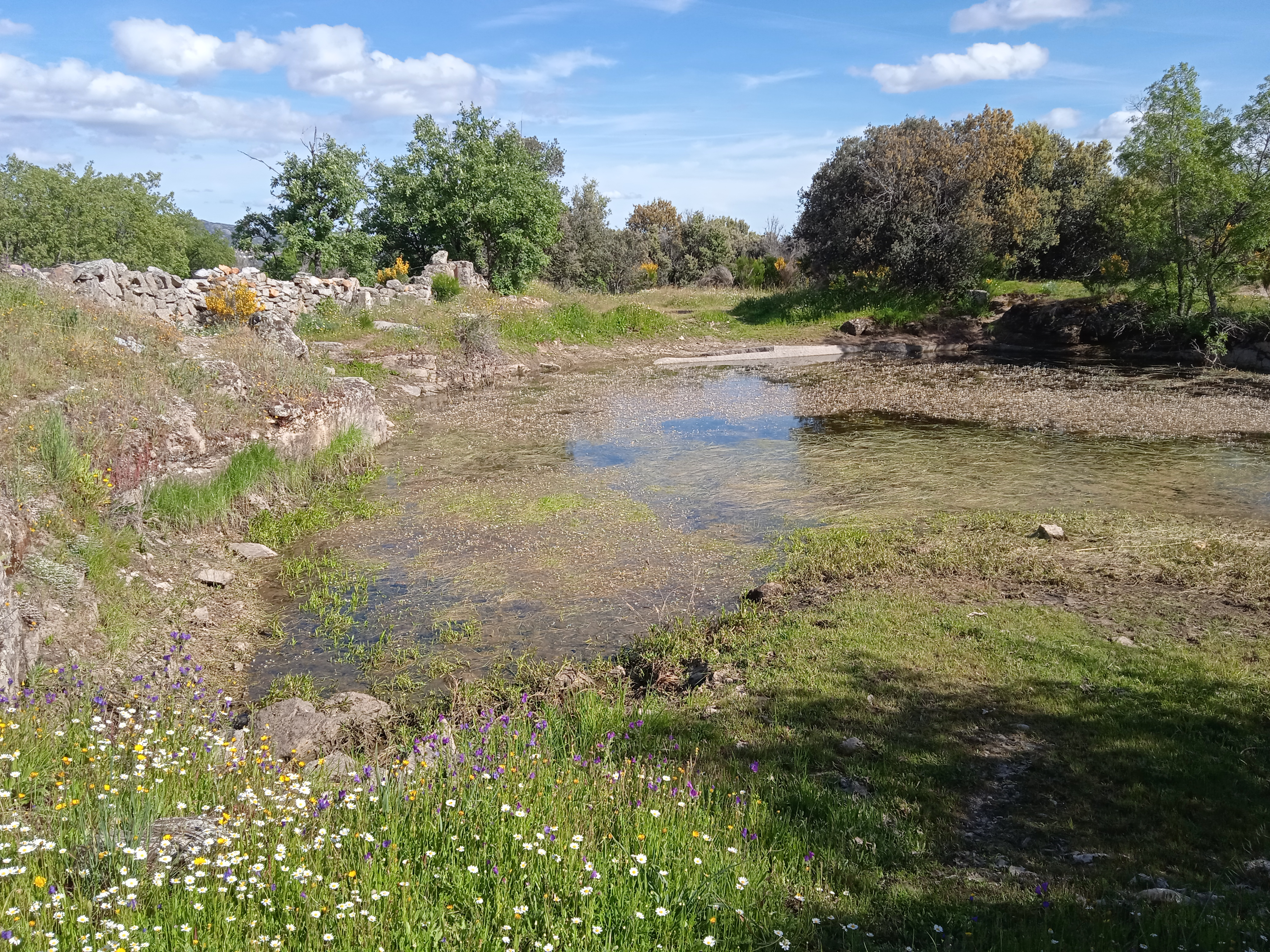
Cantera del Tío Jirulo. Las canteras con agua sirven de hábitat para muchas especies de anfibios

Entre los años 1950 y 1970 había cerca de ochenta canteras en el municipio y veinte de ellas eran de gran tamaño, por lo que empleaban a un número considerable de los vecinos de Alpedrete. Actualmente en ellas ya no se extrae piedra y el agua llena gran parte de los huecos producidos, convirtiéndose en espacios muy propicios para el desarrollo de grandes comunidades de anfibios. En 2022 se ha construido el Museo Cantero, que recoge gran cantidad de objetos usados en los oficios relacionados con la extracción, el corte y el labrado de la piedra.
En el municipio pueden verse varias construcciones que hacen referencia a este pasado cantero, como el Monumento al Cantero, el Monumento a la Piedra, los lavaderos de la Dehesa, el parque de las Columnas, los monolitos instalados en varias rotondas, la iglesia parroquial, el ayuntamiento o la ermita de Santa Quiteria. La mayor parte de las casas antiguas que se construyeron en piedra ya han desaparecido, pero todavía pueden verse algunas que muestran la construcción tradicional en piedra. También son muy destacables las cercas que delimitan las fincas y prados, muchas de ellas de gran altura y que denotan la habilidad de los canteros locales. Algunas cabañas de cantero y fuentes levantadas con piedra también pueden observarse recorriendo las antiguas zonas canteras. 
En la construcción de los siguientes edificios se ha usado granito de Alpedrete: monasterio de San Loreno de El Escorial, convento de Las Salesas, Palacio Real de Madrid, catedral de la Almudena, Fuente de Neptuno, Banco de España, Puerta de Toledo, Puerta de Alcalá, Casa de la Moneda. El adoquinado de muchas calles también se ha hecho con piedra de Alpedrete.
El trabajo de los canteros se realizaba en condiciones muy duras: al aire libre, con mucho frío y heladas en invierno, y en verano a pleno sol, con herramientas que apenas se podían tocar al calentarse los metales al sol. Muchos canteros sufrieron golpes y cortes con las piedras, y heridas en los ojos al saltarles esquirlas del granito. El manejo de explosivos para facilitar el corte de la piedra mediante barrenos también implicaba graves riesgos para los canteros e incluso para los vecinos del pueblo por piedras que salían despedidas a gran altura. Para la extracción y corte del granito se usaban herramientas como el mazo, la maceta, el pico, martillos de diferentes tipos, la picola, las cuñas y herramientas neumáticas.

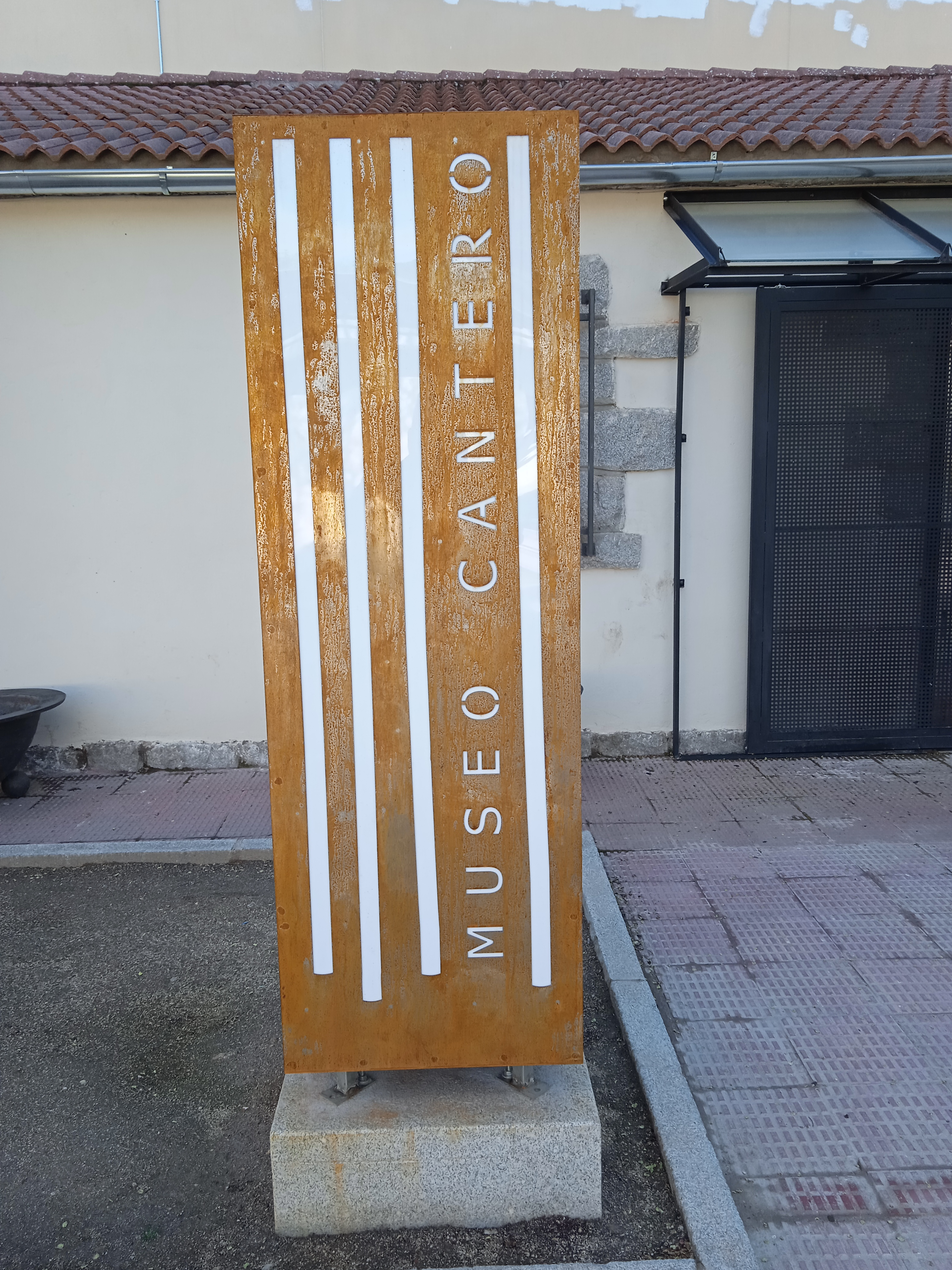
Cartel señalizador del Museo Cantero de Alpedrete

Además de las canteras, existían los talleres donde se labraba la piedra, donde los labrantes daban forma de manera artesanal a cada piedra extraída. Las herramientas que empleaban eran el martillo, el cincel, el puntero, el escafilador, la martilleta y la bujarda. 
Otras pequeñas industrias asociadas a las canteras eran los polvorines y las fraguas: «También había fraguas donde los canteros ponían a punto sus herramientas, allí aguzaban los punteros para que cortaran mejor las piedras... Se trabajaba con fuego de carbón de piedra, un soplillo para avivarlo, y agua fría para enfriar el material.»
En estos talleres y fraguas se empleaban aprendices que luego seguían con el oficio o pasaban a las canteras, como lo ejemplifica la vida de Cándido Martín, el Segoviano. Nacido en 1937 en Villacastín, empezó a los trece años a trabajar como pinche en la fragua del herrero arreglando los punteros y otras herramientas de cantería. Luego se hizo cantero, aprendió el oficio cortando losas de granito y pasó después a ser maestro, sacando piedra en los años cincuenta. Se trasladó a Alpedrete en 1964 y se estableció por su cuenta, comprando una cantera con varios socios. En ella trabajó la piedra hasta su jubilación en 2001, cumpliendo así más de cincuenta años dedicado a estos oficios.
La cantería ha sido en Alpedrete una actividad familiar que ha pasado de generación en generación, existiendo en la localidad familias de tradición cantera como los Goriches, los Cojitos, los Paz, los Balandines, los Montalvo, los Mudos, los Guillén, los Fernández y los Elvira. Varias de las canteras conservan el nombre de la familia que las explotaba, como por ejemplo la gran cantera de los Goriches, ubicada en Arcilleros, o la cantera de los Balandines, en la Dehesa Boyal.

## Vías pecuarias

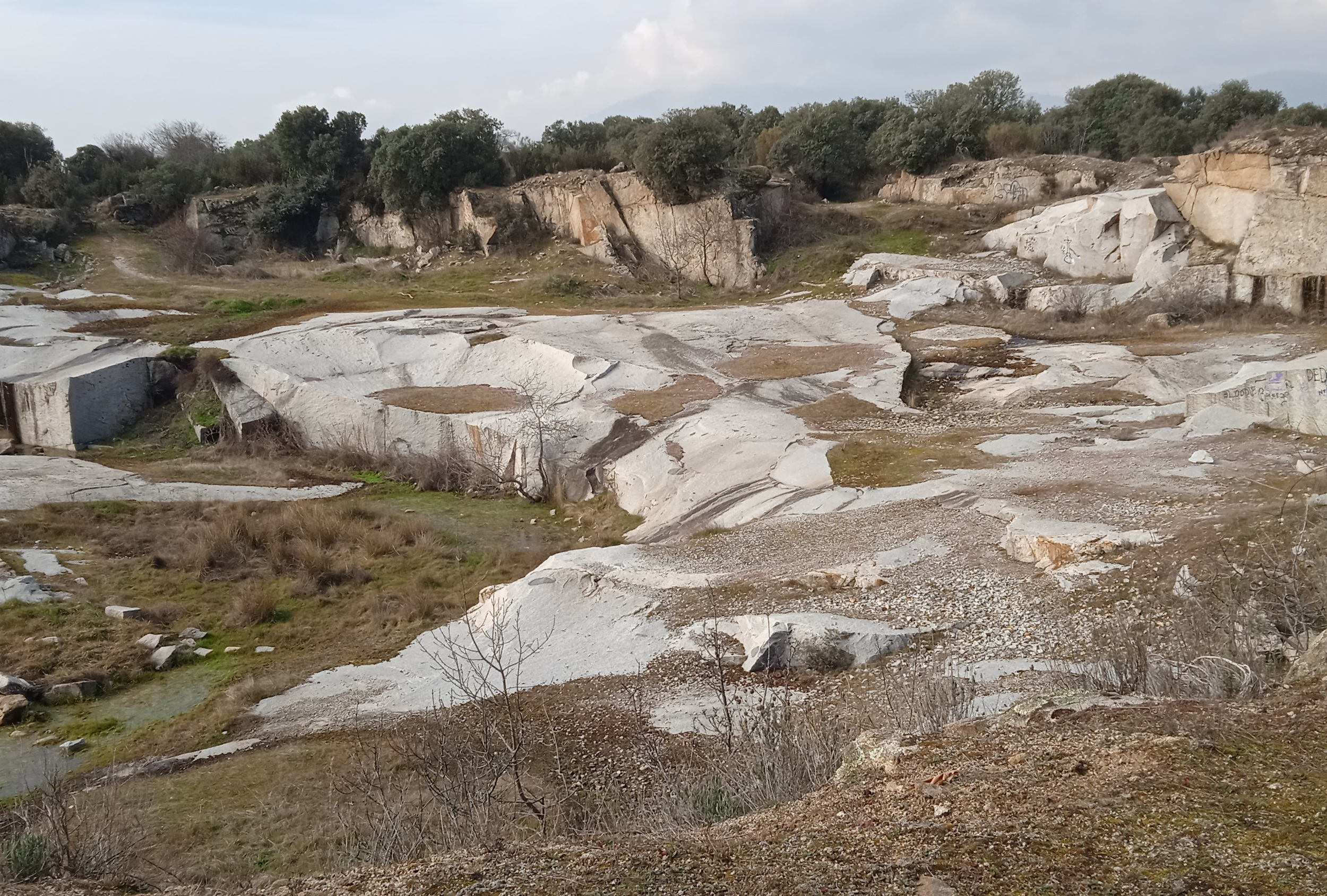
Cantera de los Goriche, en el Cordel Camino de Los Molinos

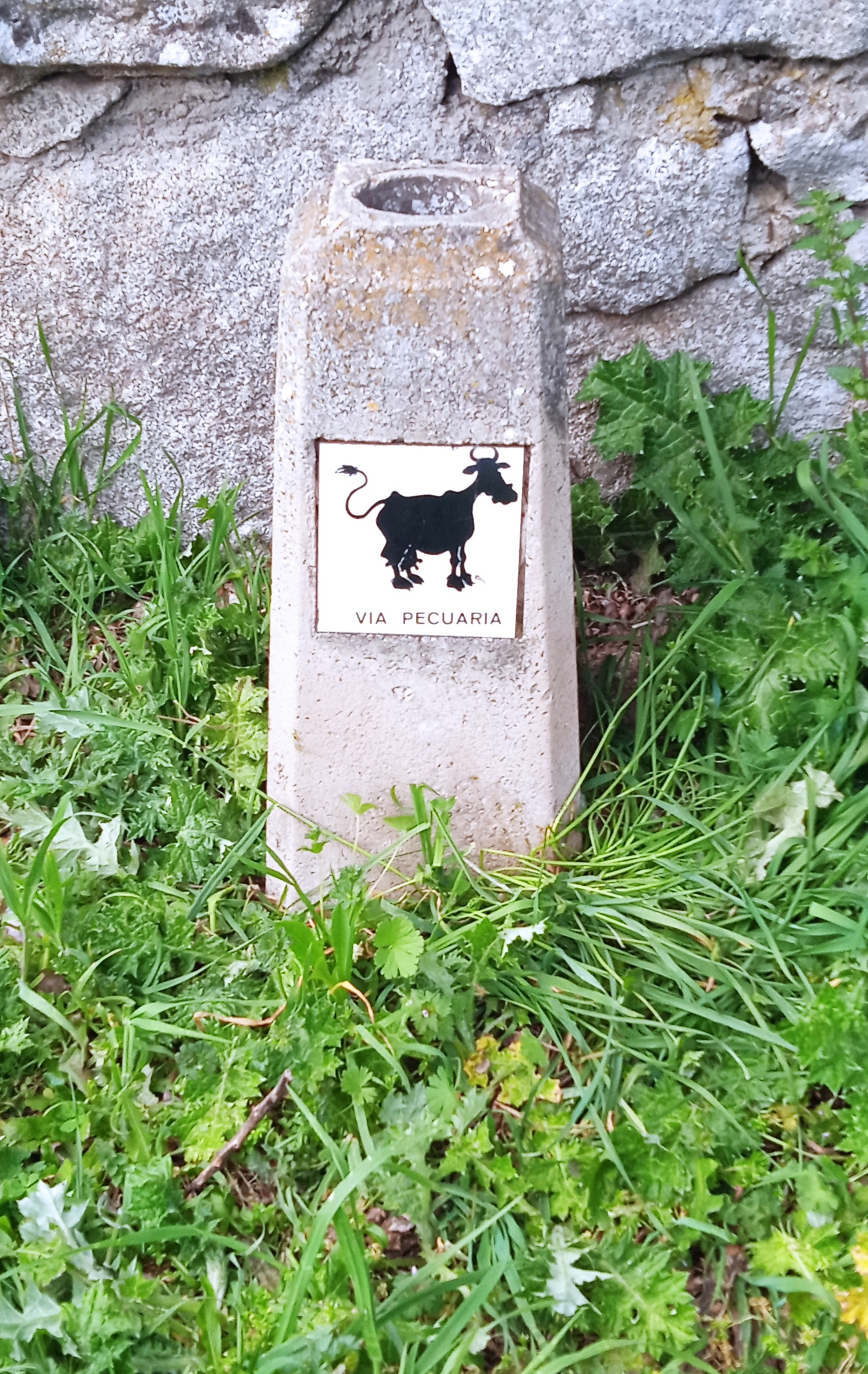
Mojón de vía pecuaria en la Colada de la Calleja del Maestro

Son numerosas las vías pecuarias que atraviesan el término municipal de Alpedrete, desde la Cañada Real Coruñesa hasta otras de menor entidad como los cordeles y veredas, existiendo también sus correspondientes descansaderos (descansadero de Los Negrales) y abrevaderos (abrevadero y descansadero del Cañal).
Bastantes de las vías pecuarias del municipio se han perdido al ser convertidas en calles o carreteras (como el Cordel de la Puerta de Abajo, que hoy en día tiene como eje en todo su recorrido la carretera M-601), otras están señalizadas y siguen usándose para el paseo. Se recogen a continuación las que figuran en el Plan General de Ordenación Urbana del Municipio de Alpedrete:
- Cañada Real Coruñesa: proviene de Collado Villalba y se dirige hacia Guadarrama, tiene la antigua N-VI como construcción que le afecta. En su tiempo fue muy concurrida, ya que en sus cercanías había varias ventas. Su anchura es de 75 metros.

- Cordel del Camino de Los Molinos; conecta con el pueblo de Los Molinos, atravesando la zona de las canteras de Arcilleros.
- Cordel de Santa Quiteria; transcurre actualmente por una zona urbana donde se hallan los colegios, la ermita y el polideprotivo municipal.
- Cordel de la Puerta de Abajo a Moralzarzal; comienza en el polígono y llega hasta el cerro del Cañal. Antes de entrar a este cerro, dispone de un descansadero.
- Cordel de los Charcones; cruza de este a oeste todo el término municipal, y es la vía pecuaria más grande del municipio, pues tiene una longitud aproximada de 3,4 km.
- Cordel de las Navillas; atraviesa la finca de Mataespesa de sur a norte, llegando hasta el paraje del Zaburdón.
- Cordel del Camino de Guadarrama; urbanizada, va desde el casco urbano hasta la urbanización de Mataespesa.
- Vereda de las Zanjas; sigue a la actual carretera a Los Negrales.
- Vereda de la Cal; desde el arroyo de Los Linos, cruza la Vereda de las Zanjas y se adentra en el paraje de Entretérminos.
- Vereda de las Eras de Arriba; hoy convertida en calle urbana, la avenida de Los Canteros.
- Vereda de la Puerta de Abajo a los Charcones; desde el polígono hacia la finca de Santa Quiteria, con una anchura de 13 metros.
- Vereda de la Puerta del Bosque; junto a la Vereda de la Cal.
- Vereda de los Canchales; por esta vía pecuaria llegaban los productos desde las huertas de Mataespesa al pueblo de Alpedrete.
- Vereda del Canto Cantante; nace dentro de la urbanización Mataespesa y acaba en el límite con Collado Mediano, donde hay un bloque granítico llamado Canto Cantante.
- Vereda de las Ventas; discurre por el cauce del arroyo de Los Linos, cercana a la Cañada Real Coruñesa.
- Vereda de la Tolla; cerca de Entretérminos.
- Colada de la Calleja del Maestro; sale del casco urbano y recorre al antiguo camino de El Escorial.
- Colada del Cañal; permite el acceso del ganado al cerro del Cañal. En su margen izquierda está la Fuente del Álamo. Su anchura es de 10 metros.
- Colada del Herrén del Lobo Cojo; también cercana al cerro del Cañal.

## Demografía
En su origen, Alpedrete era un pueblo pequeño que contaba con unas doscientas personas a finales del siglo XVI, pues en el censo realizado por Tomás González en 1591 se testifica que Alpedrete tiene 36 familias, de las cuales 35 son pecheros, o pagadores de impuestos, y un clérigo.
En el momento de su independencia de Collado Villalba, 1840, contaba Alpedrete con menos de doscientos habitantes: «Después de deslindado y amojonado el término municipal del nuevo Ayuntamiento de Alpedrete, se registró su nuevo padrón de vecinos y cuyo resumen es el siguiente: 36 vecinos, 5 viudas, 98 varones, 66 hembras, 164 almas de ambos sexos.» Esta cifra fue creciendo de forma muy reducida, contando a principios del siglo XX con solamente unos seiscientos habitantes: «Cuenta con 175 edificios y 600 habitantes. Sus calles, de irregular trazado, tienen un pavimento muy desigual, aconsejando, si se visita en automóvil, no andar más allá de la plaza».
Durante la década de los años 60 del siglo XX comienza a ser conocido como lugar de veraneo: «...cuenta con 1.000 vecinos, a los que, durante los veranos, se agregan de 2.000 a 3.000 más, procedentes de la capital de España. Esta colonia veraniega ha levantado muchos y encantadores hoteles de ladrillo, pizarra y piedra serrana.»
En los años 70 del siglo XX alcanza los dos mil habitantes, siendo el auge de la construcción residencial de los años 90 el que permite alcanzar los ocho mil habitantes con el comienzo del siglo XXI. Desde entonces la población se volvió a incrementar hasta los más de quince mil habitantes actuales. En los últimos años el ritmo de crecimiento se ha ralentizado, debido fundamentalmente a la escasez de vivienda disponible, por el escaso tamaño del término municipal y la inexistencia de zonas urbanizables, ya que gran parte del término municipal se halla protegido, dados su altos valores ambientales. 

Contaba a 1 de enero de 2023 con una población de 15 543 habitantes (INE 2024), 7 513 hombres (49,1%) y 7 799 mujeres (50,9%).
| Gráfica de evolución demográfica de Alpedrete entre 1842 y 2021                                                       |
| |
| Población de derecho según los censos de población del INE. Población de hecho según los censos de población del INE. |

## Comunicaciones

### Por carretera

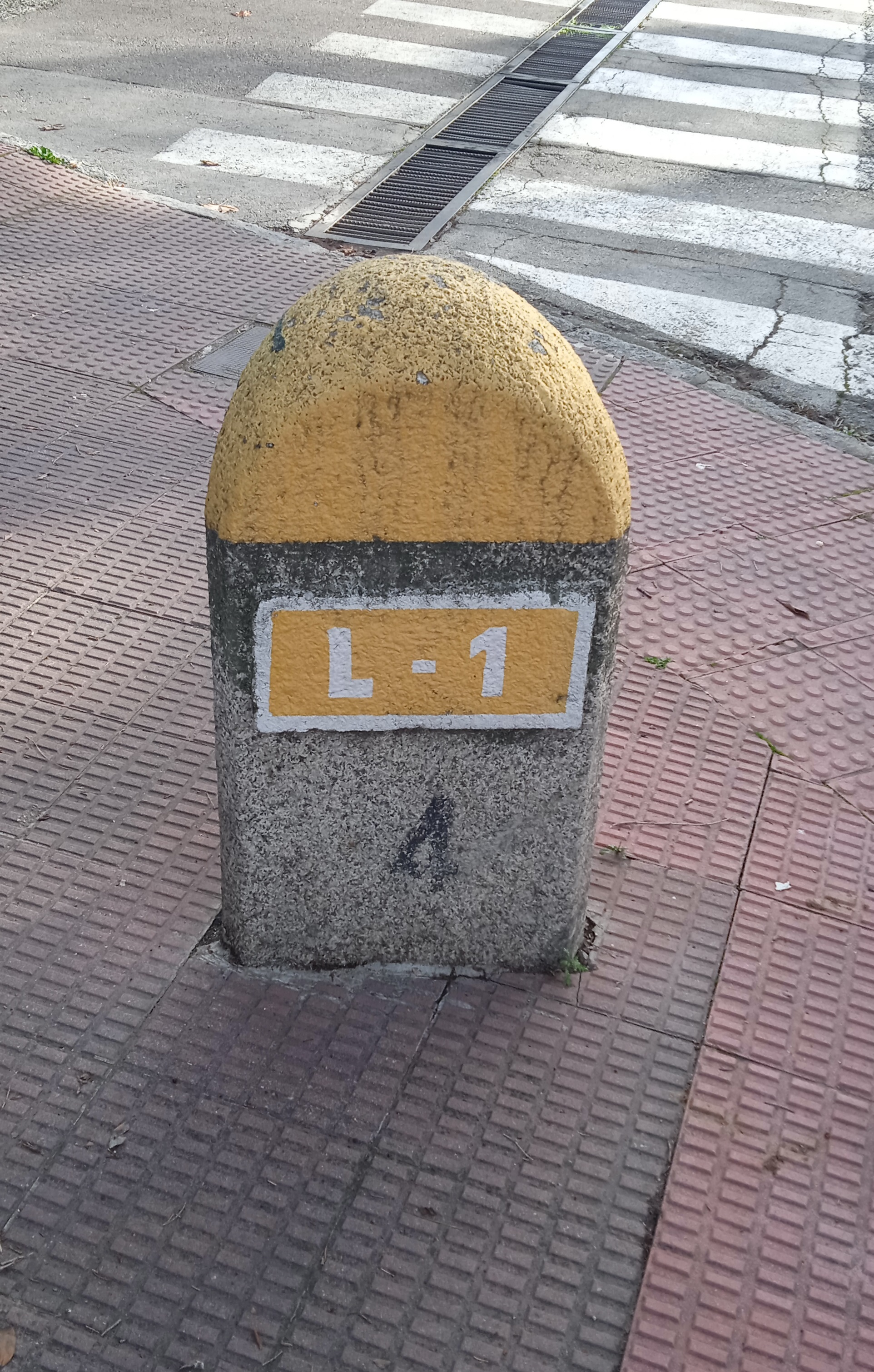
Antiguo indicador de la carretera Local-1, carretera de Guadarrama, hoy avenida de los Canteros

Desde la ciudad de Madrid se accede por la A-6 carretera de La Coruña, salida 39 dirección Collado Villalba, desvío Puerto de Navacerrada siguiendo por la M-601 y desvío Alpedrete continuando por la M-619. La carretera  M-601 lo comunica con Collado Mediano y Navacerrada, la M-608 lleva hasta Collado-Villalba Pueblo, Moralzarzal y Cerceda, por la M-619 se accede a Guadarrama y por la M-620 se llega hasta Collado-Villalba Estación. 

### Tren

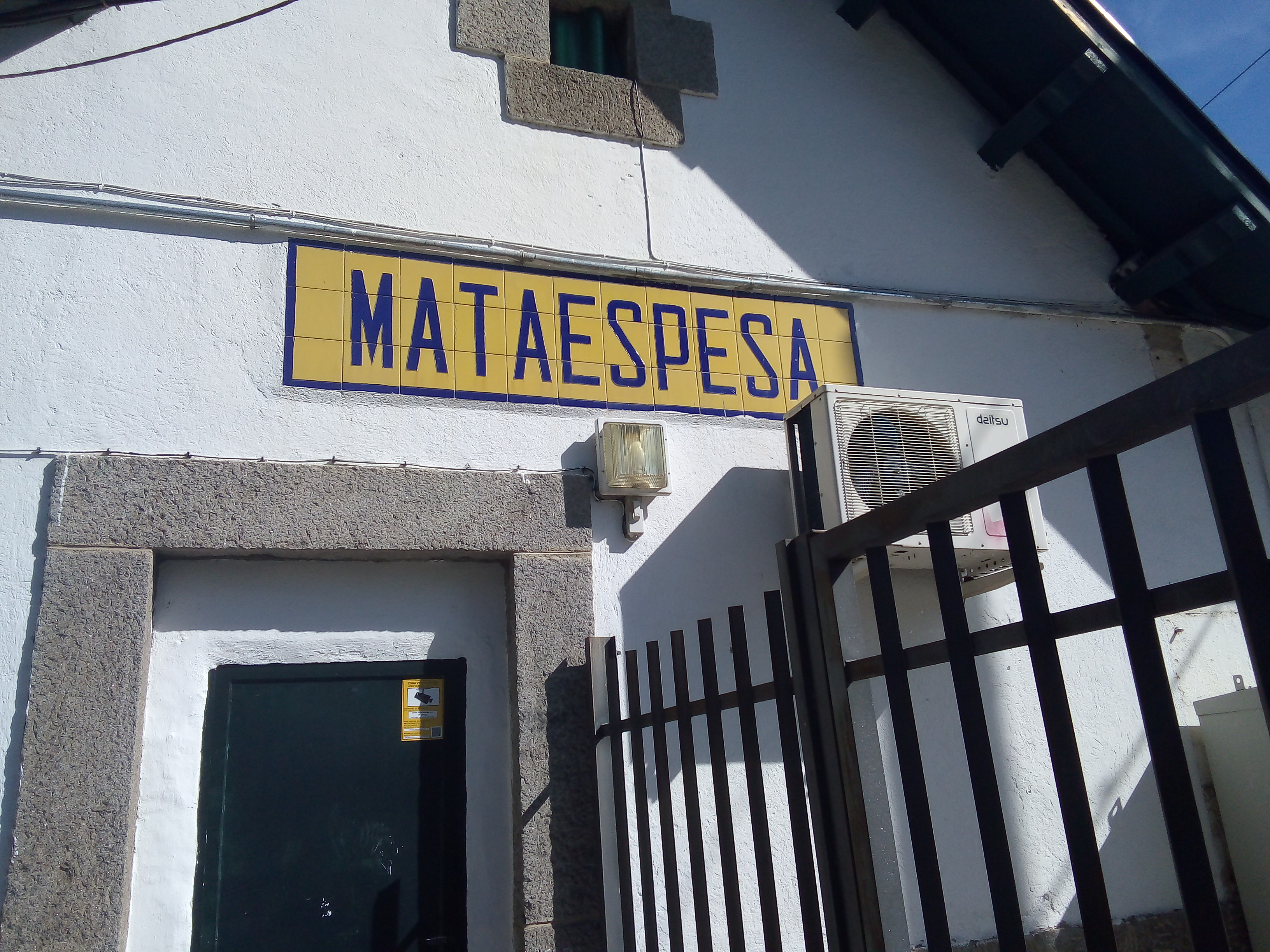
Antigua señalización de la estación de Alpedrete-Mataespesa.

En el término municipal hay dos estaciones de tren, Los Negrales y Alpedrete, pertenecientes ambas a la línea C-8 Cercedilla-Guadalajara de Cercanías Madrid. Las correspondencias con otras líneas de cercanías, media distancia y larga distancia pueden hacerse principalmente en las estaciones de Villalba de Guadarrama (Collado-Villalba), Madrid Chamartín y Madrid Atocha.
La estación de Alpedrete tuvo durante muchos años el nombre de Mataespesa, en referencia a la finca que atraviesa la línea férrea. En 1942-1943 se construyeron los edificios actuales, de piedra y pizarra, dentro del monte de Los Berrocales. El jefe de estación vivía con su familia en el edificio principal y además existía una cantina con terraza que era lugar de encuentro de muchos vecinos y visitantes, especialmente en verano.

### Autobús

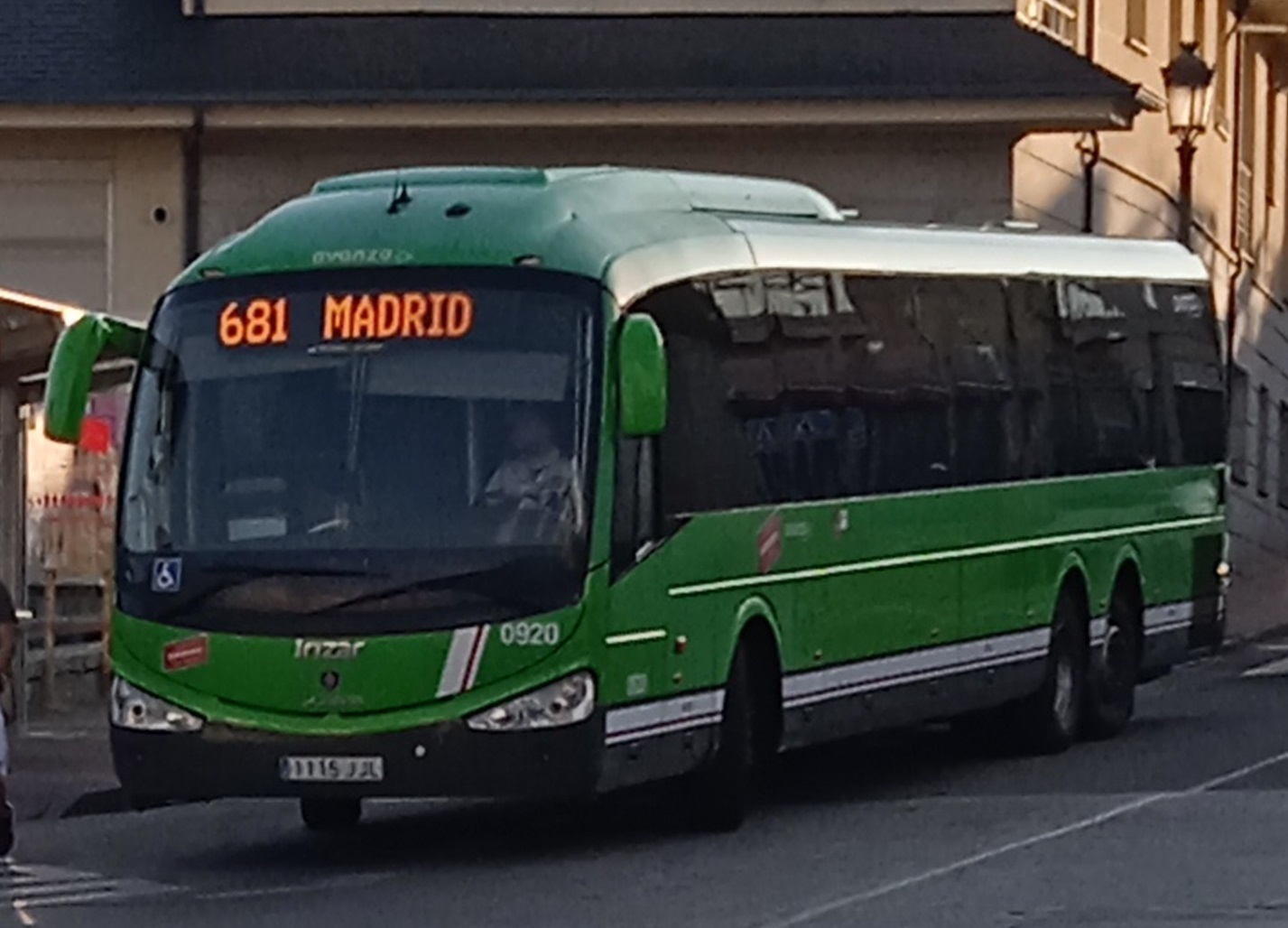
Autobús de la línea 681

Cinco líneas de autobús comunican Alpedrete con los pueblos vecinos y con los situados a lo largo de la carretera A-6, pasando la mayor parte de las rutas por Collado Villalba. Dos de las líneas comunican el núcleo urbano con dos hospitales públicos, el de Collado-Villalba y el de Puerta de Hierro en Majadahonda.
Tres de las líneas regulares llegan hasta la ciudad de Madrid, finalizando en el intercambiador de Moncloa y permitiendo así una comunicación directa con la capital de la comunidad autónoma y con las localidades vecinas de Collado Villalba, Guadarrama y Collado Mediano.
| Línea | Recorrido                                                     | Operador                  |
| ----- | ------------------------------------------------------------- | ------------------------- |
| 680   | Collado Villalba (Hospital) - Cercedilla                      | Avanza Movilidad Integral |
| 681   | Madrid (Moncloa) – Alpedrete                                  | Avanza Movilidad Integral |
| 682   | Madrid (Moncloa) – Villalba - Guadarrama                      | Avanza Movilidad Integral |
| 683   | Madrid (Moncloa) – Collado Mediano                            | Avanza Movilidad Integral |
| 685   | Majadahonda (Hospital) – Las Rozas - Guadarrama - Navacerrada | Avanza Movilidad Integral |

## Administración y política
El municipio de Alpedrete está gobernado por el Ayuntamiento de Alpedrete, cuyos representantes se eligen cada cuatro años por sufragio universal de todos los ciudadanos mayores de 18 años de edad. El órgano está presidido (2023) por el alcalde de Alpedrete, Juan Rodríguez Fernández-Alfaro, cuyo equipo de Gobierno está conformado por una coalición de 10 concejales, 7 del Partido Popular y 3 de VOX. La corporación municipal del mandato 2023-2027 está compuesta por 17 concejales: PP 7, VOX 3, PSOE 2, Más Madrid 2, Podemos 1, UNPA 1, concejal no adscrito 1.  
Los alcaldes más recordados en la historia de Alpedrete son: Basilio Montalvo, «El tío Jacinto», Valeríano Balandín, Juan Guillén, Hermenegildo Guillén, Dimas Álvarez, Vicente Estévez, Vicente Guillén, Severino Fernández, Fernando Guillén, todos ellos predemocráticos. Tras las primeras elecciones democráticas el Gobierno de Alpedrete pasó al PSOE con Félix Díaz San Gregorio a la cabeza, que gobernó durante ocho años (1979-1987). Tras esta etapa se sucedieron doce años de Gobierno de Miguel Ángel Alonso Montalvo (1987-1999), primero con el CDS y posteriormente con el PP. Tras él, en 1999 se alzó con la Alcaldía nuevamente el PSOE, siendo alcalde Isidoro Aragoneses Hernán. Desde 2003 a 2015 gobernó en solitario el PP con María Casado Nieto de alcaldesa. El 13 de junio de 2015 se eligió nuevo alcalde, Carlos García-Gelabert, de Alpedrete Puede, con el apoyo de UNPA (Unión del Pueblo de Alpedrete) y del PSOE. Tras las elecciones del 26 de mayo de 2019 el PP recuperó la Alcaldía con un nuevo tripartito de PP, Ciudadanos y Unión del Pueblo de Alpedrete, encabezado por el Popular Juan Rodríguez Fernández-Alfaro. En noviembre de 2019 se rompe el tripartito siendo expulsadas del equipo de Gobierno las dos concejalas de Unión del Pueblo de Alpedrete (UNPA), quedando gobernando en minoría PP y Ciudadanos hasta la celebración de elecciones en junio de 2023.
| Periodo   | Nombre                          | Partido         |
| --------- | ------------------------------- | --------------- |
| 1979-1983 | Félix Díaz San Gregorio         |                 |
| 1983-1987 | Félix Díaz San Gregorio         |                 |
| 1987-1991 | Miguel Ángel Alonso Montalvo    | CDS             |
| 1991-1995 | Miguel Ángel Alonso Montalvo    |                 |
| 1995-1999 | Miguel Ángel Alonso Montalvo    |                 |
| 1999-2003 | Isidoro Aragoneses Hernán       |                 |
| 2003-2007 | María Casado Nieto              |                 |
| 2007-2011 | María Casado Nieto              |                 |
| 2011-2015 | María Casado Nieto              |                 |
| 2015-2019 | Carlos García-Gelabert Pérez    | Alpedrete Puede |
| 2019-2023 | Juan Rodríguez Fernández-Alfaro |                 |
| 2023-act. | Juan Rodríguez Fernández-Alfaro |                 |

La composición del Ayuntamiento de Alpedrete tras las Elecciones del 26 de mayo de 2019 fue la siguiente: PP 4 concejales, PSOE 3 concejales, Ciudadanos 3 concejales,  UNPA 2 concejales, Alpedrete Puede 2 concejales, VOX 2 concejales y Unidas/IU/Republicanos 1 concejal.
El 15 de junio de 2019, tras obtener la mayoría absoluta del Pleno de la Corporación (4 PP + 3 Cs + 2 UnPA), el PP recuperó la Alcaldía. Este tripartito se rompió en noviembre de 2019 con la expulsión de las dos concejalas de UnPA del equipo de Gobierno y quedan gobernando en minoría PP y Cs.
Alpedrete es miembro de las siguientes Asociaciones y Mancomunidades de servicios:
- Mancomunidad de Servicios Sociales THAM (Torrelodones, Hoyo de Manzanares, Alpedrete y Moralzarzal)
- Mancomunidad del barrio de Los Negrales.
- Asociación de Desarrollo Sierra de Guadarrama, ADESGAM.
- Agrupación Deportiva de la Sierra, ADS.

## Servicios

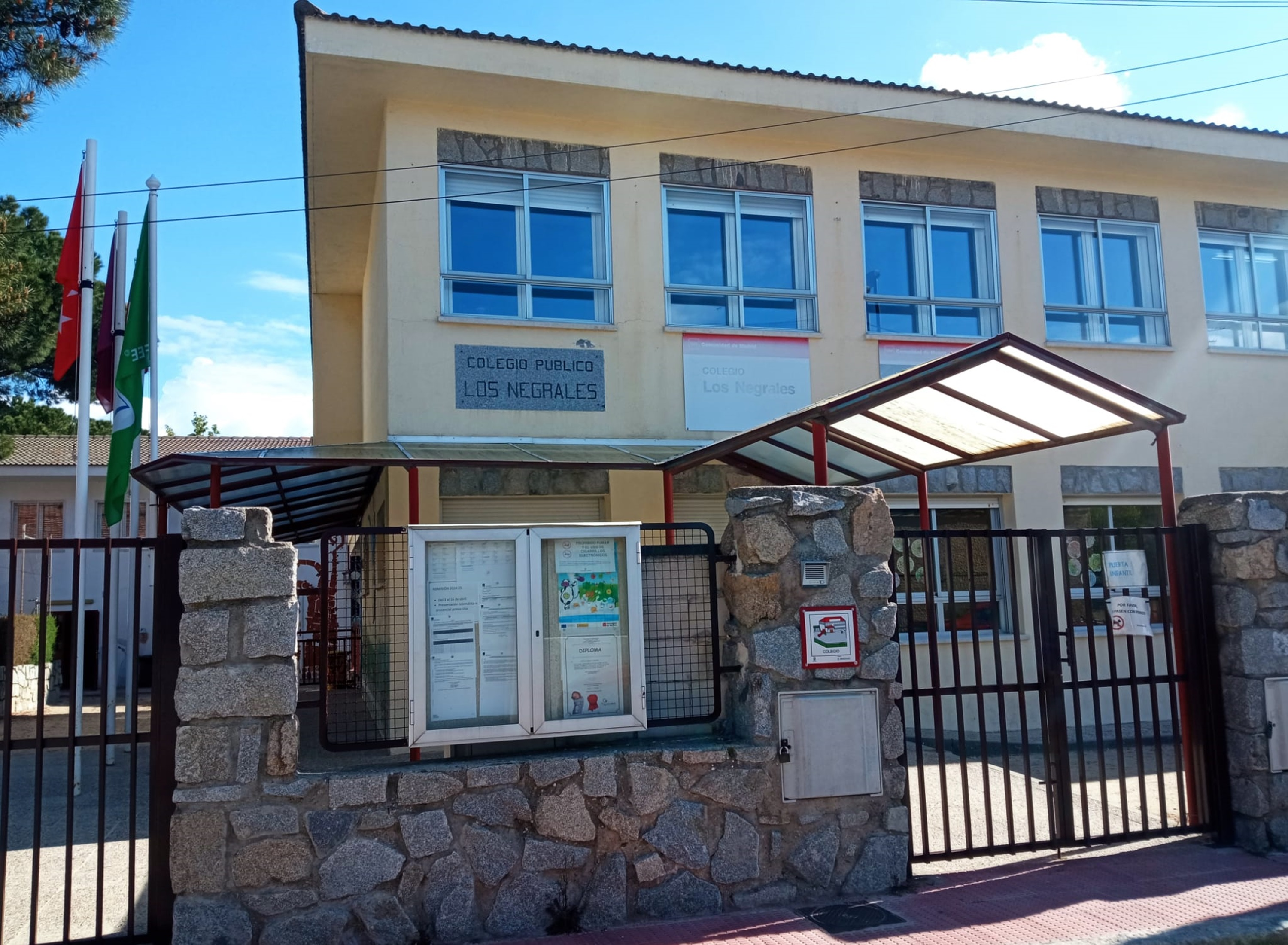
CEIP Los Negrales

### Educación
- Siete escuelas infantiles, una de ellas pública, la Escuela Infantil El Nogal.
- Cuatro colegios públicos de educación infantil y primaria: CEIP Santa Quiteria, CEIP El Peralejo y CEIP Clara Campoamor y CEIP Los Negrales, situado en el barrio del mismo nombre.
- Un instituto de educación secundaria, el IES Alpedrete.
- Un colegio extranjero (privado/concertado) con dos centros.

Cuenta asimismo con varias academias, escuelas de idiomas y autoescuela.

### Sanidad
Alpedrete cuenta con un consultorio local, el Consultorio de Alpedrete, ampliado el 19 de enero de 2015, situado en la plaza de la Tauromaquia. Otros servicios adicionales como Matrona, Fisioterapia, Odontología y Trabajo Social se prestan en el centro de salud Collado Villalba Estación. 
Además, Alpedrete está situado a escasos 3 km del Hospital Universitario General de Villalba y a 32 km del Hospital Universitario Puerta de Hierro de Majadahonda. Hay dos líneas de autobús interurbano que comunican con estos centros hospitalarios.
Varias farmacias, ópticas, clínicas dentales y podológicas, así como otros centros privados prestan diferentes servicios sanitarios y de atención a la salud.

## Cultura

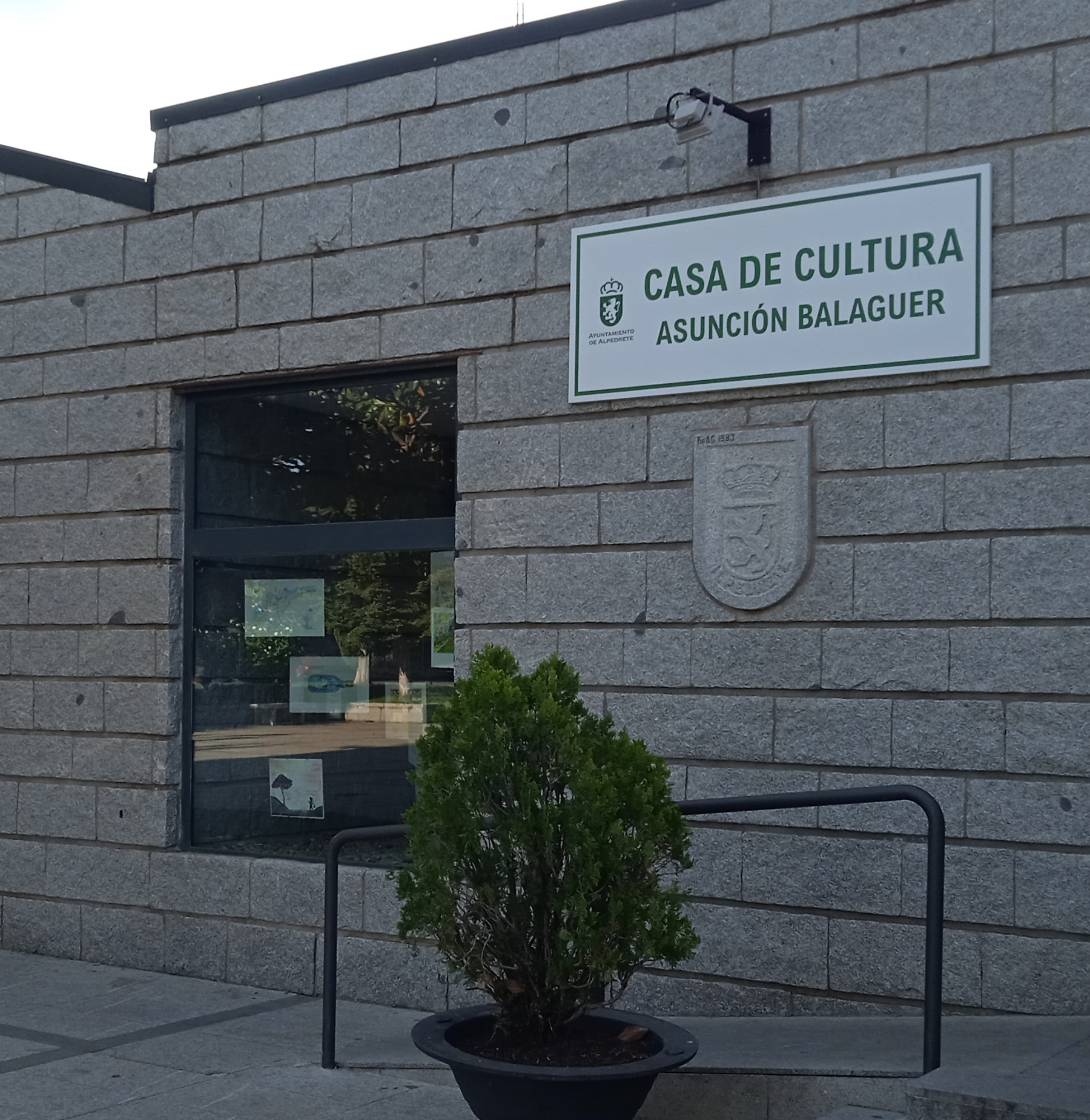
Casa de Cultura Asunción Balaguer

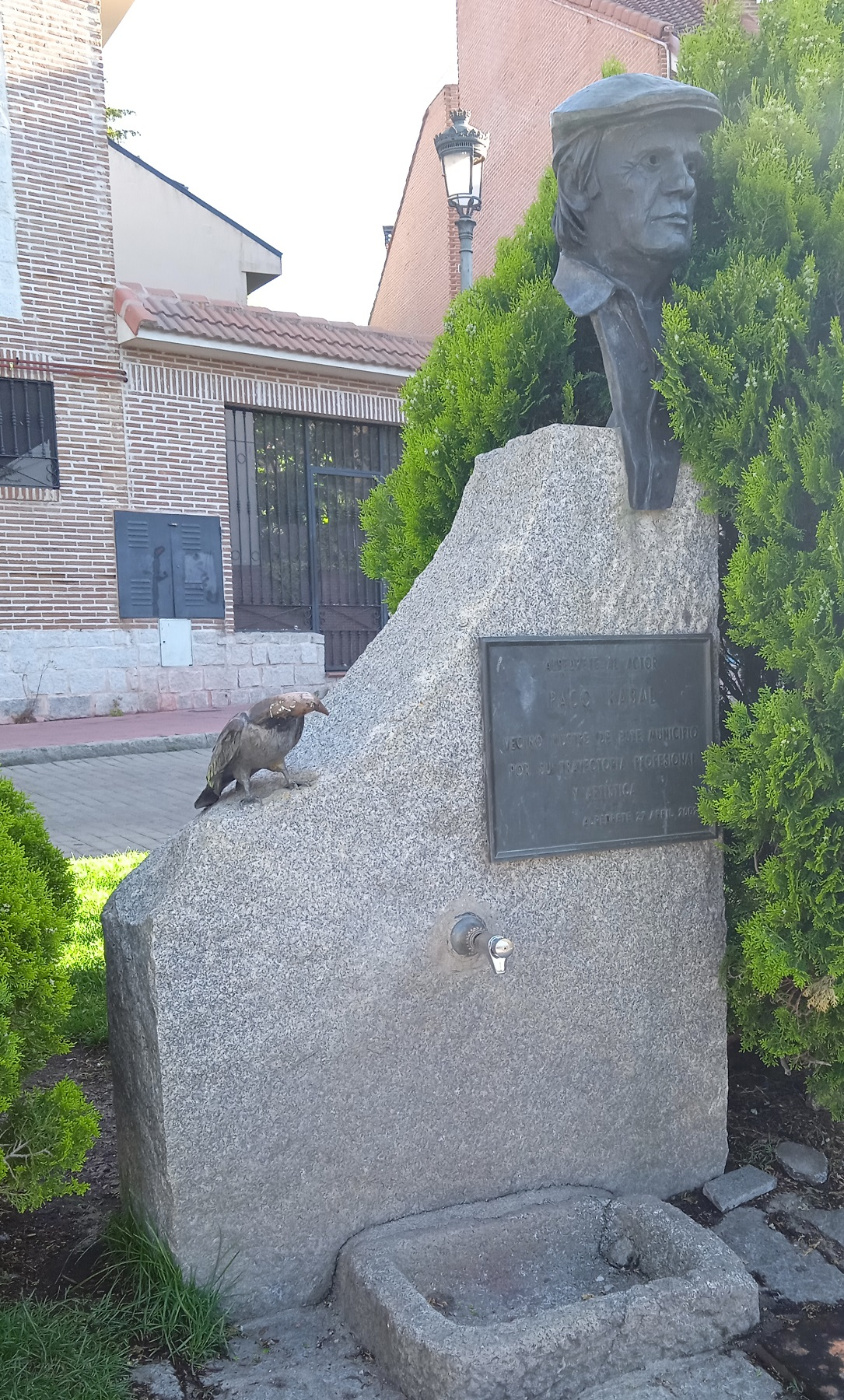
Busto de Paco Rabal en Alpedrete

La Casa de Cultura municipal lleva desde 2015 el nombre de la actriz Asunción Balaguer, que residió en el municipio durante muchos años junto con su marido Francisco Rabal. En honor de este reconocido actor, la plaza en la que se encuentra este centro cultural se llama plaza Francisco Rabal, y en ella hay un busto que recuerda su aparición en la película Los Santos Inocentes. 
En Alpedrete son destacables las actividades musicales que se han realizado, como los festivales musicales Festidrete, Alpedrete Stone y Alpeclassic, así como los conciertos de Girando por Plazas y las actuaciones de las bandas y agrupaciones musicales de la escuela municipal de música y danza.

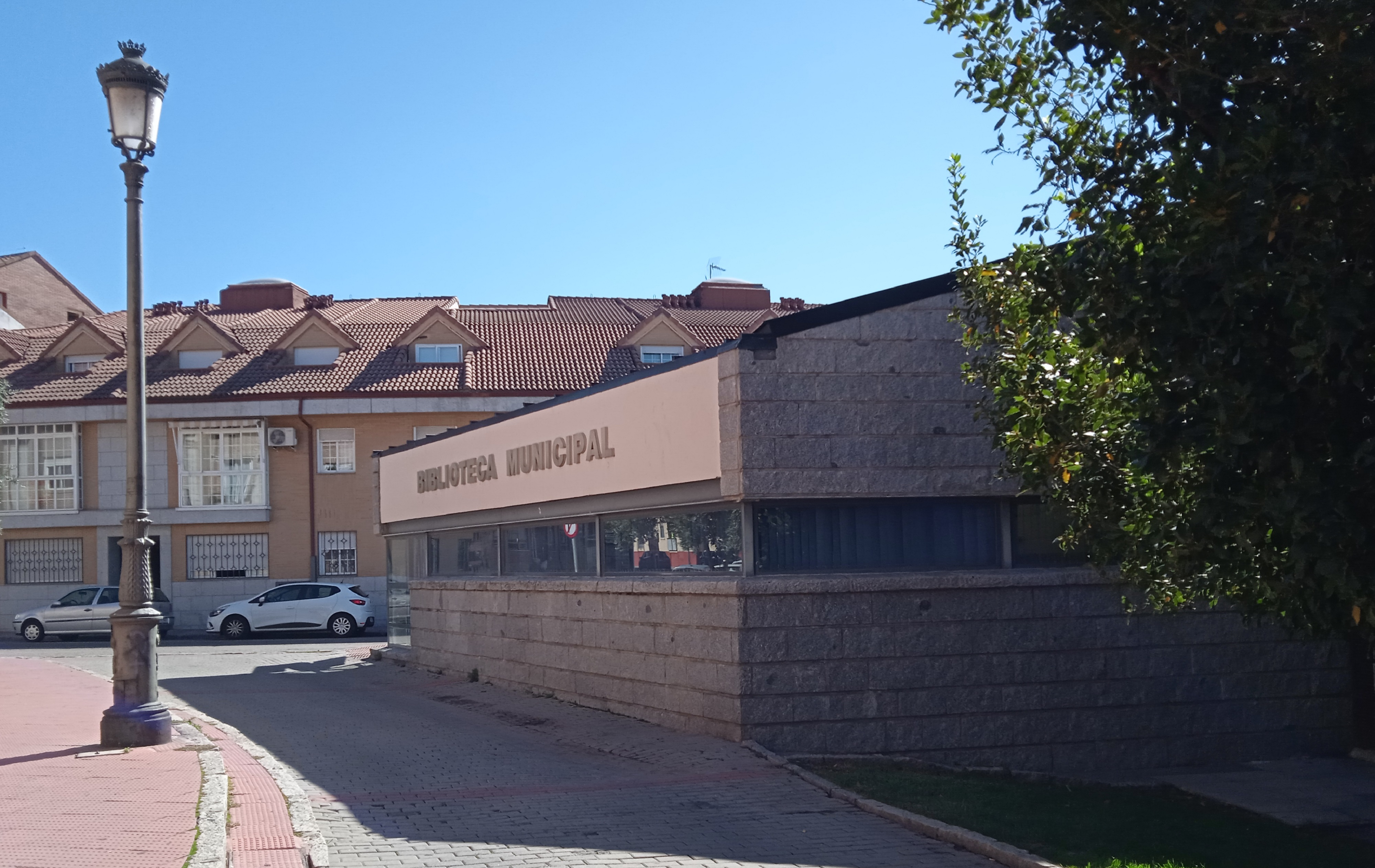
Biblioteca municipal de Alpedrete

### Fiestas
- 22 de mayo: Santa Quiteria, patrona de Alpedrete. Al respecto de la representación de la santa en estatuas y vidrieras acompañada de un perro con un peine en la boca, Florentino de Andrés, párroco de la localidad, opina que se trata de una leyenda sobre la influencia de la santa para curar la rabia: «La imagen de la Santa que se venera en Alpedrete porta la palma, signo del martirio, en una de sus manos; mientras en otra sostiene un crucifijo, y posando a sus pies un perro que lleva un peine en la boca. El peine es una originalidad de Alpedrete, y que ha surgido a raíz de una falsa interpretación de su patronazgo sobre la rabia»[14]
- 16 de julio: Virgen del Carmen, patrona del barrio de Los Negrales.
- 15 de agosto: Nuestra Señora de la Asunción, patrona de la parroquia de Alpedrete. Es la fiesta conocida como la «fiesta de los veraneantes», por coincidir con la máxima afluencia de las personas que pasan el verano aquí.